# Shulgi
Cette page se comprend mieux après la lecture de Troisième dynastie d'Ur.
Shulgi (sumérien Šulgi(r) ou Šulge(r), quelque chose comme « Noble jouvenceau » ou « Jouvenceau du pays »), roi de la troisième dynastie d'Ur (abrégé en Ur III), fils et successeur d’Ur-Namma, règne 48 ans, peut-être de 2092 à 2045 av. J.-C. en Mésopotamie.
Il succède à son père alors que ce dernier, après avoir fondé un nouveau royaume dominant toute la Basse Mésopotamie, a trouvé la mort au combat. Les deux premières décennies de son règne sont consacrées à la consolidation de l'administration et du culte des principaux sanctuaires de Sumer. Après la vingtième année de son règne, un tournant est amorcé avec le début d'une politique de campagnes militaires vers le nord et l'est du royaume et la mise en route d'une succession de réformes qui vont donner un nouveau visage au royaume, qui devient plus centralisé et prend une allure « impériale », rappelant l'empire d'Akkad par bien des aspects tout en cherchant à s'en distinguer. Cela se traduit notamment par le développement d'un appareil administratif impressionnant, produisant des milliers de tablettes de comptabilité, contrôlant les principaux domaines fonciers et organisant les prélèvements des ressources à l'échelle du royaume depuis plusieurs centres majeurs, notamment celui de Puzrish-Dagan fondé dans sa trente-neuvième année de règne.
Shulgi se fait diviniser et son culte est implanté dans plusieurs villes, alors qu'il patronne la rédaction d'une littérature de cour en sumérien, caractérisée par un ensemble d'hymnes à sa gloire, dans lesquels il apparaît comme personnage d'ascendance divine, choisi et béni par les grands dieux du royaume depuis sa naissance, qui a les qualités du roi parfait (vigueur, force, sagesse, omniscience). Il s'appuie sur sa famille pour régner : ses fils occupent des postes importants dans l'armée et l'administration provinciale, ses filles deviennent prêtresses dans des sanctuaires majeurs ou sont mariées à des proches serviteurs du roi ou des souverains étrangers. Le royaume est organisé comme une sorte de grande famille à la tête duquel le roi occupe la position de patriarche. Il mène une politique diplomatique active de manière à s'assurer la paix avec ses voisins les plus puissants, tout en envoyant ses armées en campagne à peu près tous les ans dans la seconde partie de son règne, avant tout dans les régions du Zagros occidental contrôlant d'importantes routes marchandes et des zones de pâtures, avec l'implantation de garnisons visant à consolider son emprise. Il érige également un système défensif dans la partie nord de la Basse Mésopotamie, pour protéger le cœur de son royaume.
Son fils Amar-Sin (v. 2044-2036 av. J.-C.) lui succède. Le royaume d'Ur continue à prospérer pendant une vingtaine d'années après la mort de Shulgi, puis son déclin s'amorce et il disparait autour de 2000 av. J.-C.
Shulgi est considéré comme un des principaux rois de la Mésopotamie ancienne, en particulier par l'importance de son œuvre administrative et la littérature de propagande qu'il a commanditée, connue par de nombreuses copies postérieures à son règne, même si la pratique de divinisation du roi s'est perdue avec le temps. Il est resté une figure importante, évoquée par plusieurs œuvres littéraires jusqu'à la fin de la civilisation mésopotamienne.

## Sources

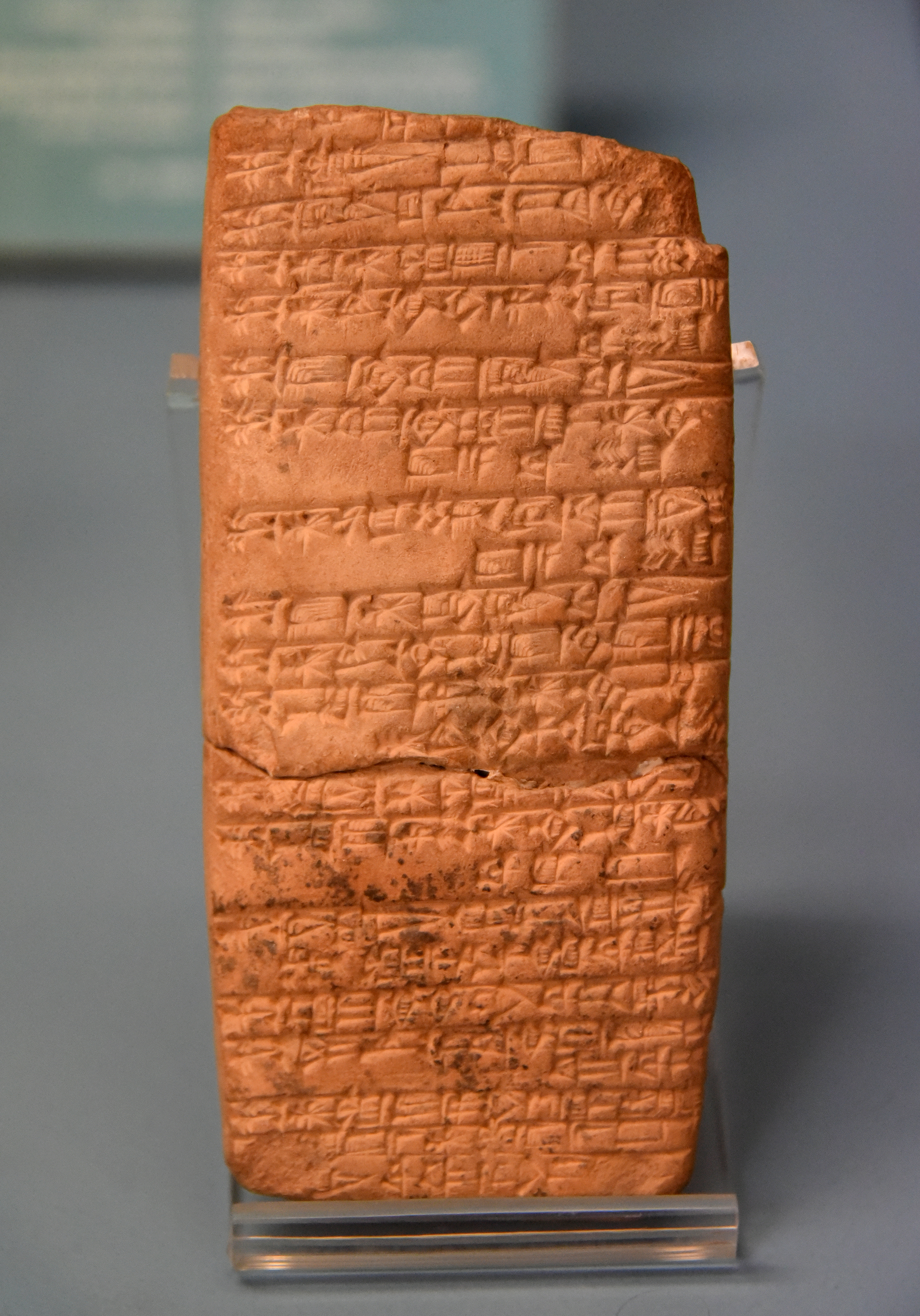
Tablette donnant des noms d'année de Shulgi. Copie d'époque paléo-babylonienne (v. 1900--1600) provenant de Nippur. Musée de l'Institut oriental de Chicago.

Le règne de Shulgi est documenté par un ensemble d'inscriptions royales, textes officiels commémorant les principaux accomplissements du souverain,. Il s'agit surtout de courtes inscriptions de fondations mises au jour dans des sanctuaires dont il a commandité la restauration, ou dans des copies qui en ont été faites dans l'Antiquité. Trois inscriptions commémorant des victoires militaires d'un roi d'Ur, qui pourrait être Shulgi, sont connues par des copies postérieures.
Un type de texte commémoratif sont les noms d'années du roi : suivant les pratiques de son époque, chaque année reçoit un nom rappelant un fait majeur qui a eu lieu durant l'année précédente : la restauration d'un sanctuaire, l'offrande d'un objet prestigieux à une divinité, la construction d'un ouvrage défensif ou d'une ville, une victoire militaire, une réforme politique ou administrative. Shulgi est le premier souverain pour lequel on dispose de l'intégralité (ou quasiment) des noms d'années, qui a pu être réarrangée dans un ordre chronologique, grâce à l'aide de deux listes datées de l'époque paléo-babylonienne (XVIIIe siècle av. J.-C.),,.

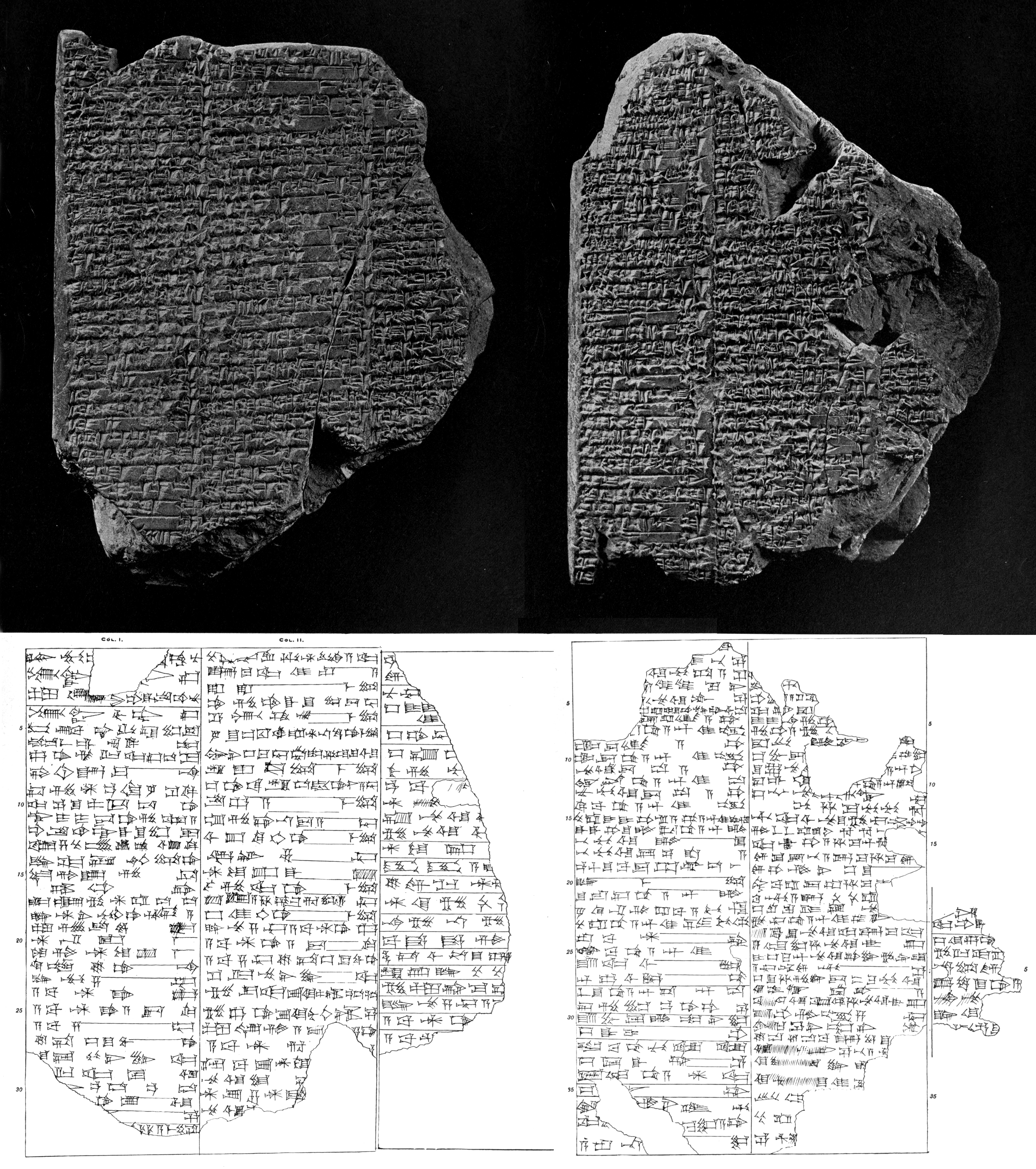
Photographie d'une tablette de l'hymne Shulgi D, avec sa copie par G. Barton (1918).

D'autres textes commémorant les actes et la personne de Shulgi sont un ensemble d'hymnes le célébrant : il s'agit soit de prières adressées à une divinité pour qu'elle accorde ses faveurs au roi, soit d'hymnes royaux à proprement parler célébrant des qualités du roi, tantôt écrits à la première personne, ou à la seconde ou à la troisième personne. Comme les autres textes littéraires mésopotamiens, ils étaient identifiés dans l'Antiquité par leurs premiers mots (incipit). Les historiens les désignent soit par des lettres (Shulgi A, Shulgi B, etc.) ou par un titre moderne (notamment ceux donnés par J. Klein) : ainsi l'hymne Shulgi D, dont le « titre » antique était « Ô mon roi, grand taureau aux membres splendides » (sumérien lugal-gu10 gud [gal] á gú-nu), a été surnommé « Shulgi, le vengeur de Sumer » (Shulgi, the Avenger of Sumer) par Klein et « Louange de soi de Shulgi » (Self-praise of Shulgi) sur le site ETCSL,. Ces hymnes sont connus par des exemplaires postérieurs au règne de Shulgi, mais plusieurs sont mentionnés dans des catalogues de la troisième dynastie d'Ur, ce qui indique qu'au moins une partie d'entre eux a effectivement été composée sous son règne. En revanche il reste possible que d'autres soit des inventions, et aussi que les textes aient été plus ou moins remaniés entre leur création et la copie par laquelle ils sont connus. Il est généralement estimé qu'ils ont bien leur origine à l'époque de Shulgi et reflètent l'idéologie royale de son temps, mais ils ne sont pas employés comme source pour l'histoire événementielle à moins qu'ils ne soient corroborés par une autre source (comme un nom d'année),.
Un autre type de source textuelle connu par des tablettes postérieures sont les lettres de la correspondance des rois d'Ur, certaines étant adressées à Shulgi ou bien rédigées par lui. Elles font apparemment référence à des personnes et événements de son règne, mais il est généralement considéré qu'il s'agit d’apocryphes composés après son règne. Ces sources sont donc rarement employées pour reconstituer l'histoire de son règne.
La documentation administrative produite par sous le règne de Shulgi est également une source importante pour connaître le fonctionnement de son royaume. Les tablettes administratives sont peu nombreuses pour ses premières années de règne, puis leur nombre va croissant à partir de sa troisième décennie de règne, manifestement sous l'effet des réformes administratives entreprises par le roi. Pour ses dernières années de règne, plusieurs milliers de tablettes sont connues,. Ces sources proviennent d'un nombre limité de sites (surtout Girsu, Umma et Puzrish Dagan). Elles sont pour la plupart issues de fouilles clandestines du début du XXe siècle et ont été vendues sur le marché des antiquités de manière dispersée à des musées, des universités ou des collectionneurs privés occidentaux,.
Les sceaux-cylindres et les empreintes de sceaux-cylindres de membres de l'administration trouvées sur des tablettes et bulles d'argile de l'époque sont une autre source importante, croisant information textuelle et visuelle : elles portent souvent des inscriptions identifiant leur porteur, leur fonction et le roi, et des images qui ont une signification religieuse et politique,.
Peu d'édifices ont été dégagés dans l'état qui était le leur sous le règne de Shulgi. On lui attribue la première phase de l'Ehursag d'Ur, un édifice palatial. Sa tombe se trouve peut-être dans cet édifice.
Les représentations visuelles du roi connues se trouvent pour l'essentiel sur des sceaux-cylindres. En dehors de cela, peu de représentations royales de l'époque d'Ur III sont connues : des figurines de fondation en cuivre enfouies sous des édifices en même temps que des inscriptions commémoratives, deux statuettes en pierre fragmentaires dont l'inscription indiquent qu'elles représentaient Shulgi,. L'attribution d'autres réalisations à ce règne est débattue. Il a été proposé que le bas-relief rupestre représentant un roi-guerrier à Darband-i Gawr dans le Kurdistan méridional, région où Shulgi a mené des campagnes, soit daté de son règne. Une tête en pierre, seul fragment conservé d'une statue antique, est parfois présentée comme étant une représentation de Shulgi : en l'absence d'inscription, cela est indémontrable (s'il ne s'agit pas d'un faux moderne).

## Le déroulement du règne

L'extension approximative de l'empire de la troisième dynastie d'Ur sous le règne de Shulgi, et son organisation centre/périphérie.

### Éléments de chronologie
Selon l'opinion générale, Shulgi a régné durant quarante-huit années,,,. Cela s'appuie sur le fait que la séquence de quarante-huit de ses noms d'années a pu être reconstituée par les documents administratifs, mais aucune des deux listes de ses noms d'années connues n'est complète. Les différentes versions de la Liste royale sumérienne s'accordent pour lui donner un règne avoisinant le demi-siècle ou le dépassant : 46, 48 ou 58 ans.
Les noms d'années permettent de reconstituer la trame de la chronologie relative du règne, donc à quel moment situer les principaux événements apparaissant dans les sources de l'époque. Mais leur datation dans le système courant est complexifiée par les différents problèmes de datation qui reflètent autant de débats. On trouvera donc différentes propositions : la plus courante, dans la chronologie dite « moyenne », situe son règne de 2094 à 2048/7 av. J.-C. ou 2092-2045 av. J.-C.,,. Quoi qu'il en soit les historiens préfèrent généralement dater les événements de son règne en fonction de l'ordre de ses années de règne tel qu'ils l'ont reconstitué, par exemple « troisième année du règne de Shulgi » (souvent abrégé en « Š3 »).

### La prise de pouvoir
Les circonstances de la montée sur le trône de Shulgi ne peuvent être approchées que par des sources littéraires, dont la fiabilité historique ne peut être clairement établie.
Il est le fils du roi Ur-Namma d'Ur, qui a régné dix-huit années (2110-2092 av. J.-C. en chronologie moyenne) et fondé le nouveau royaume d'Ur. Sa mère est l'épouse de ce dernier, dont le nom n'est pas traduit avec certitude : SI.A-tum, généralement compris comme Watartum,.
L'hymne surnommé La mort d'Ur-Namma relate, comme son nom l'indique, le décès du père et prédécesseur de Shulgi. Un passage du texte raconte que le roi est ramené au palais blessé et agonisant, ce qui a pu être interprété comme l'indication qu'il avait trouvé la mort au combat,,. Il a pu être proposé que l'hymne Shulgi D, aussi intitulé Shulgi, le vengeur de Sumer, fasse référence à une campagne militaire que Shulgi aurait conduite au début de son règne pour venger la mort de son père. Son adversaire dans le texte, les Gutis, seraient alors les responsables de la défaite qui aurait coûté la vie à Ur-Namma,,.
Quoi qu'il en soit, Shulgi succède sur le trône à son père Ur-Namma dont le règne, mal documenté, a été consacré à la conquête de la Basse Mésopotamie et aussi de la Susiane, et à la consolidation de ses conquêtes, par plusieurs mesures : constitution d'une administration provinciale, restauration des principaux sanctuaires du royaume, construction/remise en état de routes et de canaux, uniformisation des poids et mesures, rédaction d'un recueil juridique (Code d'Ur-Namma). Du point de vue diplomatique, il conclut une alliance avec le royaume de Mari en Syrie, cimentée par l'union entre un de ses fils (probablement Shulgi) et la fille du roi local Apil-kin, qui prend le nom de Taram-Urim. Sa mort interrompt ses entreprises et il incombe à Shulgi de les poursuivre,,.
L'année durant laquelle Shulgi monte sur le trône est simplement intitulée « Année (où) Shulgi (devient) roi »,. On ne sait pas quel âge il avait à ce moment ; selon certains il était plutôt jeune,,. L'hymne Shulgi G, relatant comment Enlil a choisi Shulgi pour lui confier le pouvoir royal, pourrait être un hymne pour une cérémonie de couronnement durant laquelle il reçoit les insignes de la royauté, qui a lieu dans le grand temple du dieu, l'Ekur, situé à Nippur. D'autres sources de l'époque d'Ur III indiquent que les rois de cette dynastie se faisaient couronner dans trois villes en tout : Nippur, Ur et Uruk.

### La trame générale du règne
L'évolution générale du royaume d'Ur sous Shulgi peut être reconstituée en se servant de ses quarante-huit noms d'années, intégralement connus, comme canevas et en le combinant à ses inscriptions royales et les données issues des tablettes administratives,. Ces sources permettent de distinguer plusieurs grandes phases.
Les deux premières décennies du règne de Shulgi sont très pauvrement documentées. Il s'agit d'une période de continuation des projets de son père Ur-Namma et de préservation des frontières du royaume. Il poursuit les travaux de construction dans les principaux sanctuaires du pays ainsi que la dédicace d'objets de culte, continue l'aménagement du réseau de communication (années 6 et 7) et construit un palais (année 10),,. La principale opération entreprise vers l'extérieur est localisée dans la région de Der, située sur la route entre la Basse Mésopotamie et l'Elam, qui fait l'objet de plusieurs noms d'années mentionnant sa restauration puis sa destruction, ce qui indique que cette entreprise n'a pas été facile,. Le nom de l'année 18 commémore le mariage entre une fille du roi et le roi du pays de Marhashi, situé en Iran (dans le Kerman ?).
Autour de la vingtième année de règne une période de réformes plus ambitieuses et coordonnées est ouverte, qui dure une dizaine d'années. C'est à ce moment qu'apparaissent les indices de divinisation du roi et qu'il reprend la titulature akkadienne de « roi des quatre régions » qui indique une prétention à la domination universelle. Il réorganise l'armée royale (année 20) et l'administration des provinces et des temples (années 21-22). Il résulte de cette série de réformes une organisation politique pyramidale, une domination « patrimoniale », dans laquelle le pouvoir royal et son entourage proche contrôlent la majeure partie si ce n'est la totalité des ressources.
Un autre changement majeur survenu après la vingtième année de règne est le fait que les armées du royaume partent en campagne quasiment tous les ans, situation qui se prolonge durant le reste du règne et sous les successeurs de Shulgi,. Ces campagnes se dirigent vers l'est : d'abord la prise de Der, puis diverses campagnes dans les années 24-32, contre Karakin et Simurrum (Kurdistan irakien), Harshi (actuelle province iranienne d'Ilam),. Une alliance diplomatique est tentée avec le pays élamite d'Anshan, qui se solde manifestement par un échec puisque le pays est attaqué dans les années 34-35.
Les noms d'années 37 à 41 indiquent d'importants aménagements au cœur du royaume, qui reflètent une nouvelle étape dans la réorganisation de celui-ci, et peut-être une pause dans les entreprises militaires. Un grand mur défensif est érigé au nord, et un centre administratif est construit durant plusieurs années dans la ville de Puzrish-Dagan (noms d'années 39, 40 et 41),.
Les noms d'années suivants (44-48) commémorent des campagnes militaires en direction du nord, dans les pays de Lullubum, Urbilum, Sahrum et Arraphum, à nouveau contre Simurrum et Karakin, puis dans le Zagros à Kimash et Hurti, et à nouveau Harshi,.

### La mort de Shulgi
Shulgi meurt dans sa quarante-huitième année de règne, sans doute à un âge assez avancé (autour de 65-70 ans). Une tablette administrative indique que l'on fait des sacrifices pour son culte funéraire dès le deuxième jour du dixième mois de cette année, ce qui indique qu'il est mort peu avant,,.
Les circonstances de la mort de Shulgi sont inconnues et font l'objet de discussions entre les historiens. Il pourrait tout simplement être mort de vieillesse, en raison de son âge avancé. Mais il est possible que l'histoire soit plus tragique, comme une révolution de palais,,. Le fils qui lui succède, Amar-Sin, n'est pas mentionné dans les documents de son règne (pour une cause indéterminée : exil, changement de nom au moment de la montée sur le trône ?) et pourrait ne pas avoir été l'héritier désigné,. Le fait le plus troublant est que deux de ses épouses, Shulgi-simti et Geme-Ninlil, meurent peu de temps après, ce qui peut s'expliquer de différentes manières (morts naturelles, accidentelles, sacrifices d'accompagnement du roi dans la mort). De plus, plusieurs des princes et princesses apparaissant dans les archives de son règne ne sont plus mentionnés après.

## Idéologie royale et glorification du roi

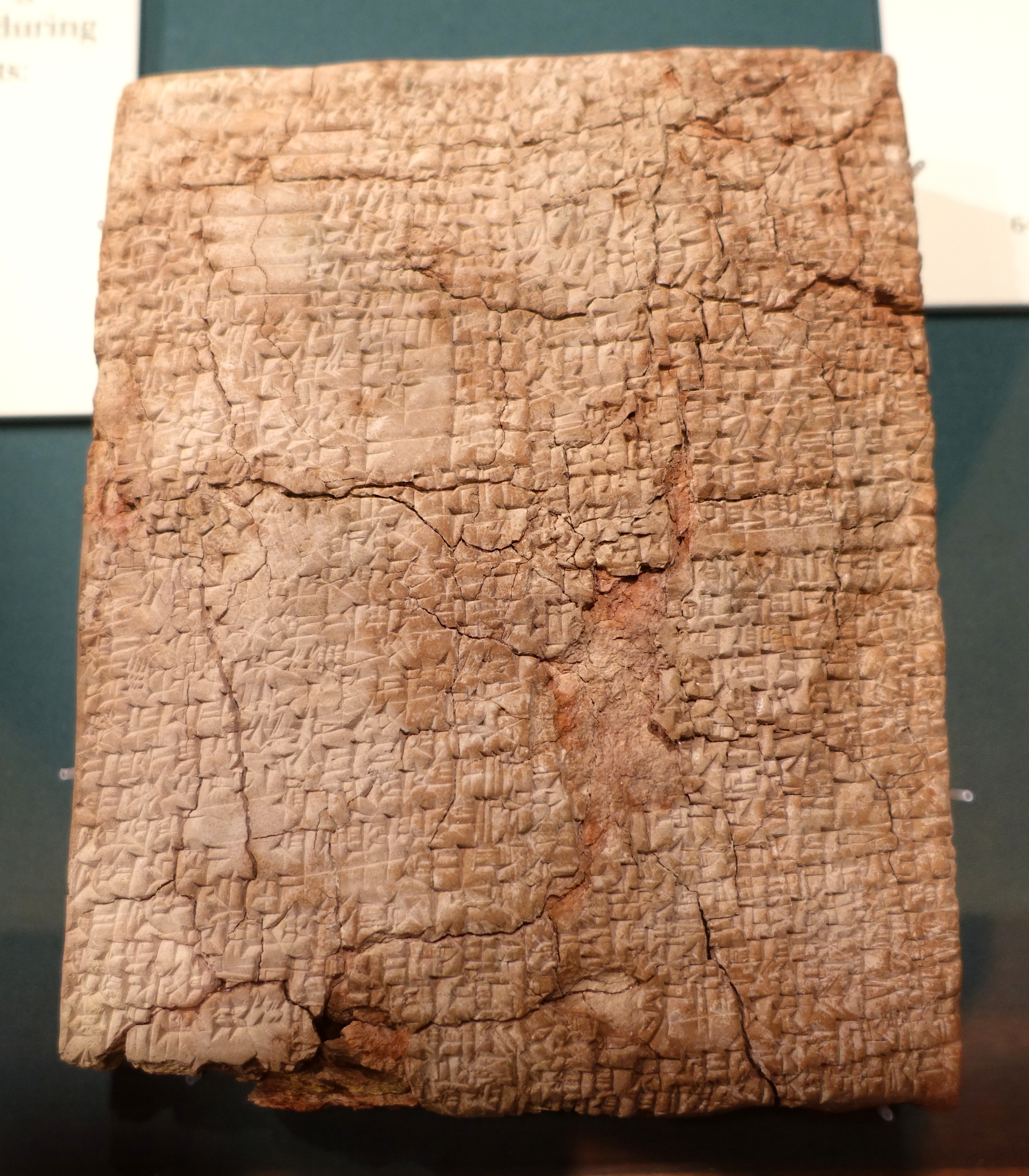
Tablette de l'hymne Shulgi A (ou « Shulgi, roi de la route »), copie du Musée de l'Institut oriental de Chicago.

Le règne de Shulgi voit l'élaboration d'un programme de célébration et de communication de la grandeur du roi, qui a pu être qualifié de « propagande royale »,,, car elle dispense un discours de légitimation de Shulgi élaboré par les savants de la cour, à destination de l'élite éduquée, pour obtenir son soutien et sa loyauté.
Cela passe, comme le veut la tradition royale de l'époque, par des inscriptions commémoratives officielles, mais qui sont trop courtes pour véhiculer de nombreuses informations, ainsi que des monuments sculptés accompagnés d'inscriptions qui ont disparu, mais dont on sait qu'ils ont existé par des copies d'inscriptions d'époque paléo-babylonienne,. De façon plus novatrice, la mise en valeur du roi se fait sous le règne de Shulgi avant tout par la rédaction d'hymnes qui semblent avoir été rédigés en priorité pour mettre en exergue ses nombreuses qualités et donc consolider l'idéologie et la légitimité royales.
Ces hymnes s'inscrivent plus généralement dans une littérature de cour qui semble avoir été composée à cette période car elle répond aux mêmes objectifs idéologiques (mais, là encore, surtout connue par des copies postérieures, plus ou moins remaniées). Cela inclut notamment un cycle épique dont les protagonistes sont les souverains légendaire d'Uruk (Enmerkar, Lugalbanda, Gilgamesh), dont Shulgi se revendique le parent. La plus ancienne version connue de la Liste royale sumérienne remonte au règne de Shulgi et semble également liée à ce contexte en présentant les rois d'Ur comme les légitimes détenteurs de la royauté. Elle n'a pas forcément été composée à cette époque, mais elle a connu un remaniement à ce moment puisqu'elle se termine par une célébration de ce roi. Les différents hymnes consacrés à Ur-Namma pourraient également avoir été commandités par Shulgi de manière à rétablir l'honneur de sa lignée, qui aurait été mis à mal par la mort au combat de son père.
L'idéologie royale du règne de Shulgi s'inscrit par bien des aspects dans la continuité de celle de l'époque d'Akkad, en particulier du règne de Naram-Sin (qui a également prétendu être un dieu), tout en cherchant à s'en distinguer de différentes manières. La troisième dynastie d'Ur est une phase de retour aux traditions proprement sumériennes, puisque les textes officiels sont rédigés dans cette langue (alors qu'elle est de moins en moins parlée au quotidien),. G. Rubio a néanmoins proposé que Shulgi ait plutôt pour langue maternelle l'akkadien, à une période où le sumérien est probablement une langue vernaculaire en voie de disparition, malgré sa primauté sur le plan littéraire. Les hymnes présentent de nombreux points communs avec ceux d'une autre époque de retour aux traditions sumériennes, celle du roi Gudea de Lagash, qui les précède de peu, et il est possible que Shulgi ait employé des scribes ayant auparavant servi à la cour de Lagash. Il entreprend en tout cas un programme (évoqué notamment dans Shulgi B et E) de formation de lettrés en mesure de rédiger et de recopier les hymnes à sa gloire, par le biais de sortes d'académies appelés « Maison de la sagesse » (é-geštu2) et « Maison des tablettes » (é-dubba) (aussi « lieux de savoir », ki-umun2),. Ces hymnes sont composés pour être chantés avec un accompagnement musical, notamment au cours de cérémonies religieuses (Shulgi E évoque leur déclamation dans le temple d'Enlil), ce qui implique la présence de chantres et de musiciens de cour, documentés pour les règnes des successeurs de Shulgi,. En fin de compte, l'objectif de cette littérature est non seulement de glorifier le roi et de diffuser un discours le légitimant à l'intention de ses sujets, mais aussi des générations postérieures, de manière que le souvenir de la grandeur du roi ne se perde jamais, ainsi que le proclame l'hymne Shulgi E (ou « Testament de Shulgi ») :

« Ils (les scribes) ont composé sur moi des hymnes gigid et zamzam à propos de mon habileté manuelle indispensable à l'art du scribe ; à propos de ma capacité à résoudre le calcul et la notation de la croissance de la nouvelle lune ; à propos de ma façon de créer joie et bonheur ; à propos de ma connaissance exacte de la façon de monter et baisser les instruments tigi et zamzam ; de quelle façon j'ai la complète maîtrise du spectre des grands instruments à cordes ; comment je ne peux être arrêté par rien d'insurmontable ; de quelle manière je suis un coureur infatigable quand j'émerge de la course. »

« Puissent mes hymnes être dans toutes les bouches ; puissent mes chants toujours être écoutés ! Afin que la louange de ma renommée, les mots que le dieu Enki a composés à mon sujet, que la déesse Geshtinanna prononce joyeusement dans son cœur et proclame au loin, ne soient pas oubliés, je les ai fait écrire ligne à ligne dans la Maison de la Sagesse de la déesse Nisaba, en sainte écriture céleste, comme grandes œuvres de science : nul ne doit jamais les oublier. »

### Titulature

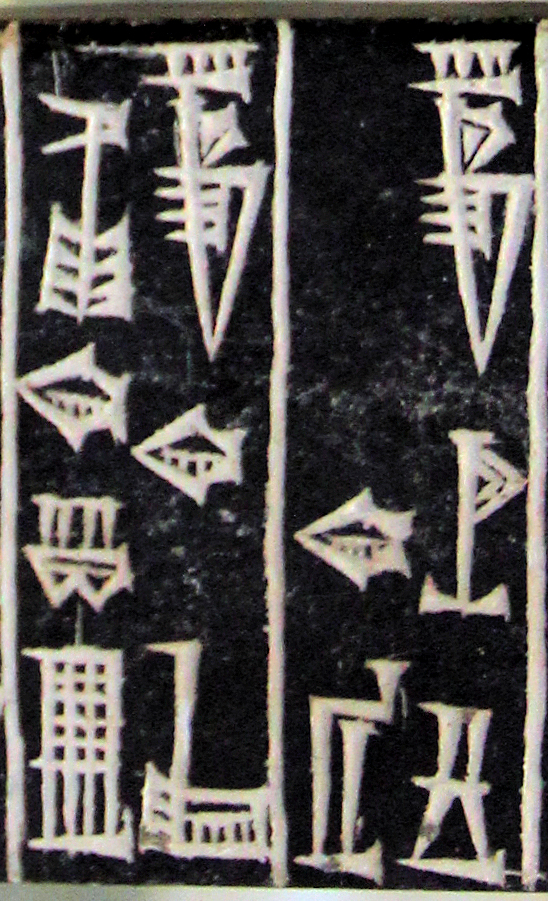
Détail d'une inscription de Shulgi : dans la case de droite, le titre de « Roi d'Ur » ; dans la case de gauche, le titre de « Roi de Sumer et d'Akkad ». Musée du Louvre.

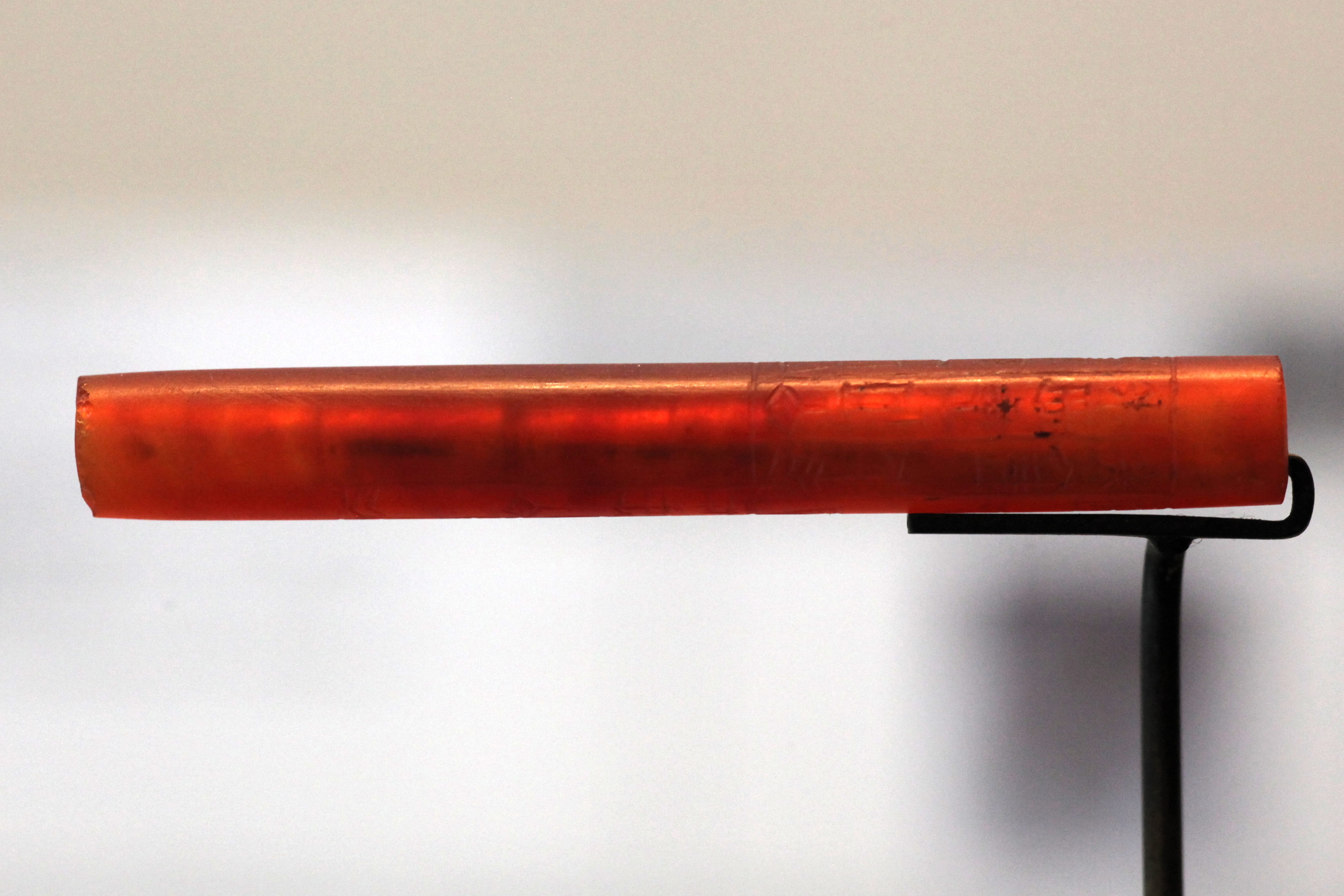
Perle en cornaline vouée par Shulgi à la déesse Ningal, déclinant plusieurs titres du roi : Pour la déesse Ningal, sa mère, Shulgi, le dieu de son pays, le roi d'Ur, le roi des quatre régions (du monde), a dédié (cette perle) pour sa (propre) vie. Suse, musée du Louvre.

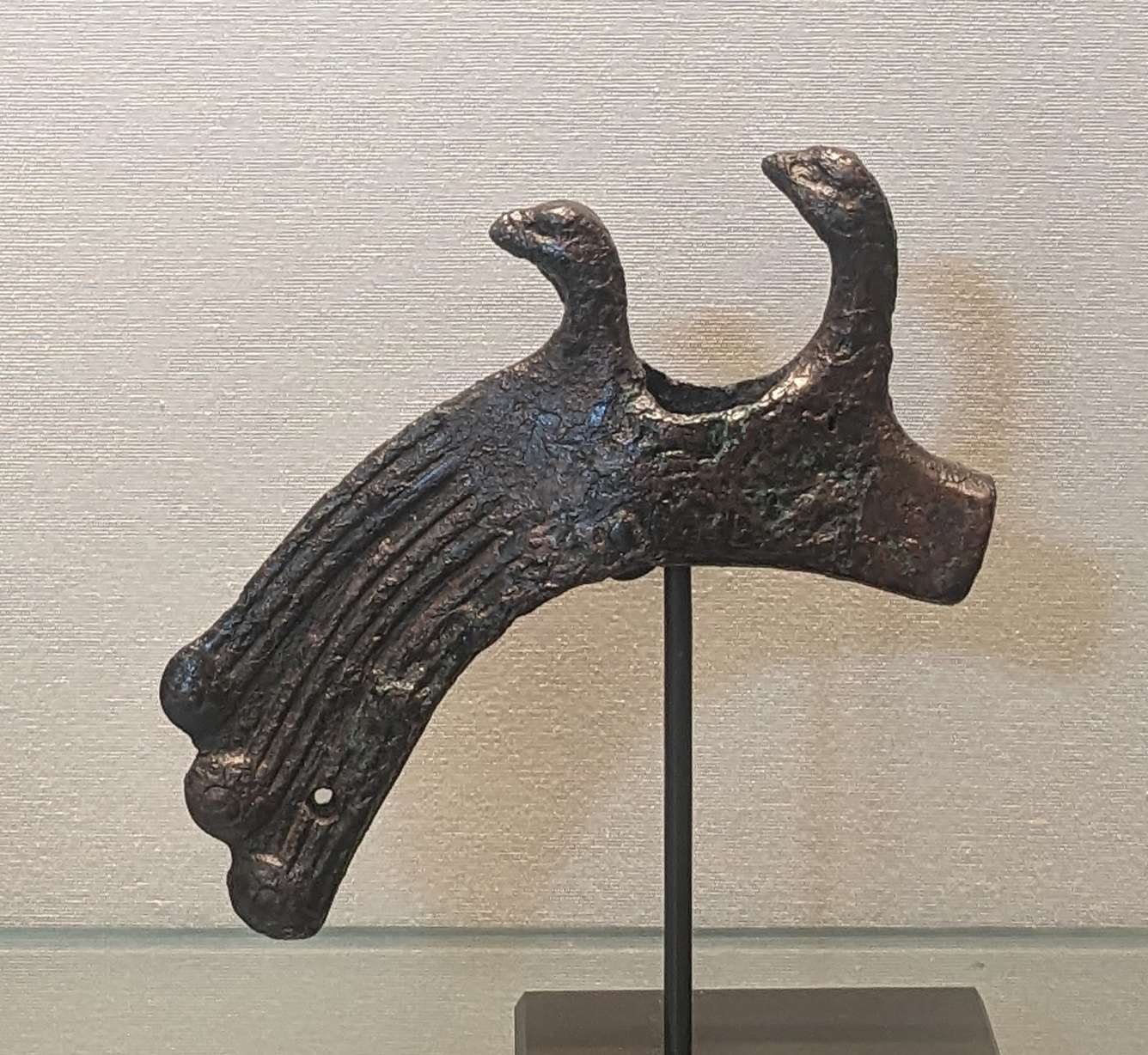
Marteau orné de deux têtes et d'un plumage d'oiseau portant une inscription au nom de Shulgi, retrouvé à Suse. Musée du Louvre.

La titulature de Shulgi fournit des informations importantes sur la conception de son pouvoir et ses évolutions :
- « roi d'Ur » (lugal uri-ma), siège de sa dynastie ;
- « roi de Sumer et d'Akkad » (lugal ki-engi ki-uri-ke), titre apparu sous le règne de son père Ur-Namma, qui met en avant l'unité des deux ensembles culturels de la Basse Mésopotamie, repris par Shulgi au début de son règne puis abandonné par la suite[90] ;
- « homme fort (ou puissant) » (nita kalag-ga), parfois « roi fort », repris de la titulature de Naram-Sin d'Akkad (akkadien dannum), mettant en avant les qualités « héroïques » du monarque[91] ;
- « divin Shulgi » ou « le dieu Shulgi » (dŠulgi), à partir de sa vingtième année de règne ou peu après, quand son nom est écrit avec le préfixe des noms divins (DINGIR) ce qui indique sa prétention au statut divin[92],[93] ;
- « dieu protecteur du pays » (dlama kalam-ma) ou « dieu du pays » (dingir kalam-ma), autre indication de sa divinisation[92],[94] ;
- « roi des quatre régions (du monde) » (lugal AN-ub-da limmu-ba), au moins à partir de l'année 26, titre repris de la titulature de Naram-Sin d'Akkad, qui indique une prétention à la domination universelle (« impériale »)[95].

### La légitimité divine
La légitimité royale dans la Mésopotamie ancienne est avant tout divine : le roi règne parce qu'il est choisi par les dieux. Les hymnes fournissent divers éléments caractérisant cette élection divine : Shulgi est choisi par les dieux An, Enlil et Nanna pour exercer la royauté, il reçoit de leur part les qualités nécessaires à l'exercice de cette fonction qui sont liés à leur propre domaine d'expertise (la sagesse d'Enki, la justice d'Utu), ainsi que les insignes qui symbolisent la royauté.
Le roi est en premier lieu choisi par le grand dieu Enlil, dont le sanctuaire de Nippur, l'Ekur, est le plus important du pays pour les souverains de la fin du IIIe millénaire av. J.-C. L'hymne Shulgi G, qui serait selon J. Klein un hymne de couronnement de Shulgi pour une cérémonie ayant eu lieu dans ce sanctuaire, met ce lien en exergue en plaçant la naissance du roi sous la auspices divins. Le souverain est né à régner : le dieu Nanna demande à son père Enlil de lui octroyer un « fils princier » digne d'exercer la royauté, qui sera Shulgi :

« Ashimbabbar (Nanna) apparut brillant dans l'Ekur, supplia son père Enlil et lui fit amener une mère en train de procréer (?); dans l'E-duga, Nanna, le fils princier, demanda que la chose se produise. La prêtresse-en donna naissance à l'homme de confiance à partir de la semence placée dans son ventre. Enlil, le puissant berger, fit surgir un jeune homme : un enfant royal, celui qui est parfaitement fait pour l'estrade du trône, le roi Shulgi.

Enlil lui donna un nom favorable : « Une semence de lion, qui fournit généreusement l'Ekur, le bien-aimé de Ninlil ; celui qui a reçu l'autorité dans le E-kur; le roi d'Ur, celui qui a le cœur brillant, le berger, le dieu protecteur du Pays ». Enlil choisit Shulgi dans son cœur pur et lui confia le Pays. En tant que berger de tous les pays, Enlil mit le bâton et la houlette dans ses bras, et plaça dans sa main le sceptre immuable de Nanna ; il lui fit lever la tête haute, assis sur un trône royal inébranlable.

Le jour était pour les prières, la nuit était pour les supplications ; le Pays était en paix. Le berger de la prospérité, Shulgi, celui qui porte un nom éternel, le roi de la jubilation, le puissant, la semence engendrée par l'homme fidèle, loua Enlil. »

En revanche il ne semble pas que la légitimité dynastique ait une grande importance à cette période dans l'idéologie.

### Le roi pieux
Intronisé par les dieux, le souverain est investi d'une lourde responsabilité. Il se doit d'organiser la bonne marche de leur culte et donc de suivre le modèle du roi pieux : il construit ou restaure leurs sanctuaires, leur fait des offrandes, participe à leurs principales fêtes. En retour cela attire leurs bienfaits non seulement sur sa personne, mais sur tout son royaume. Le souverain est prioritairement responsable du sanctuaire du roi des dieux, Enlil, ce qui explique l'importance de Nippur et de sa région, même s'il ne délaisse pas pour autant Ur. Les gouverneurs provinciaux sont chargés de l'accomplissement du culte dans les autres provinces.
Les préoccupations cultuelles ressortent dans les noms d'années, qui célèbrent pour beaucoup la reconstruction d'un temple, des offrandes d'une importance significative ou encore la nomination d'une grande prêtresse, choisie parmi les filles du roi. Les inscriptions de fondation permettent de compléter les connaissances sur les travaux entrepris sous son règne dans des temples. Dans ce domaine, Shulgi se place dans la continuité de son père qui avait entamé la restauration des plus grands sanctuaires du pays de Sumer (notamment par la construction des premiers édifices à degrés appelés ziggurats) et parachève probablement plusieurs des chantiers qu'il n'avait pas pu mener à terme (on note une concentration des commémorations de constructions durant les deux premières décennies de son règne). Il entreprend la reconstruction du temple d'Inanna de Nippur, identifié lors des fouilles du site (niveau IV). Il ne se limite cependant pas aux principaux temples, puisque son activité est attestée dans des sanctuaires de moindre importance.
Les inscriptions de fondation se présentent surtout sous la forme de tablettes en pierre ou de clous de fondation en cuivre représentant le roi portant un panier de briques (« canéphore »), enterrés conjointement sous les édifices restaurés.

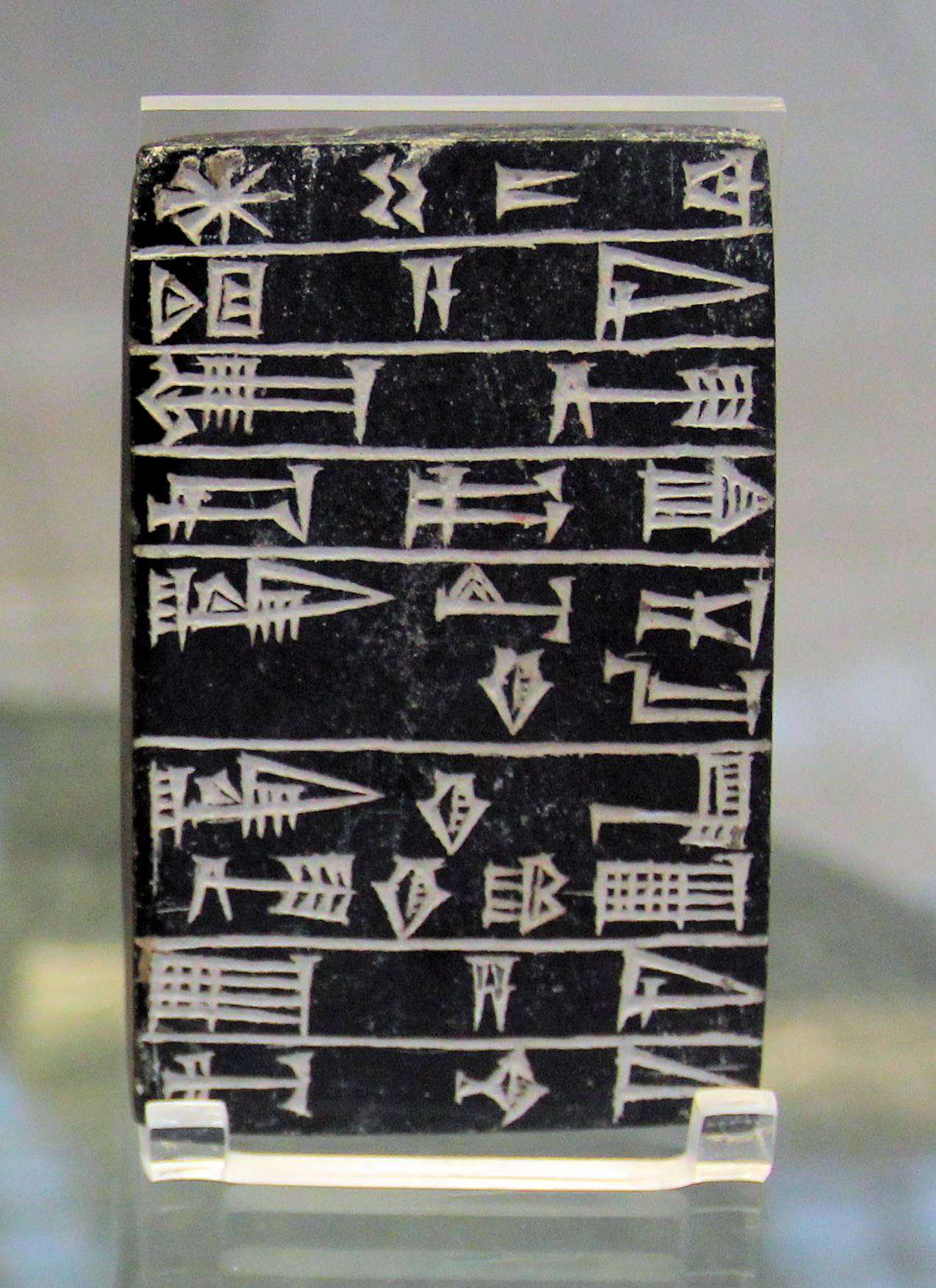
Tablette de fondation commémorant la reconstruction du temple de Nimintaba à Ur. British Museum. Traduction de l'inscription : « Pour la déesse Nimintaba, sa maîtresse, Shulgi, homme fort, Roi d'Ur, Roi des pays de Sumer et d'Akkad, a construit son temple pour elle[103]. »
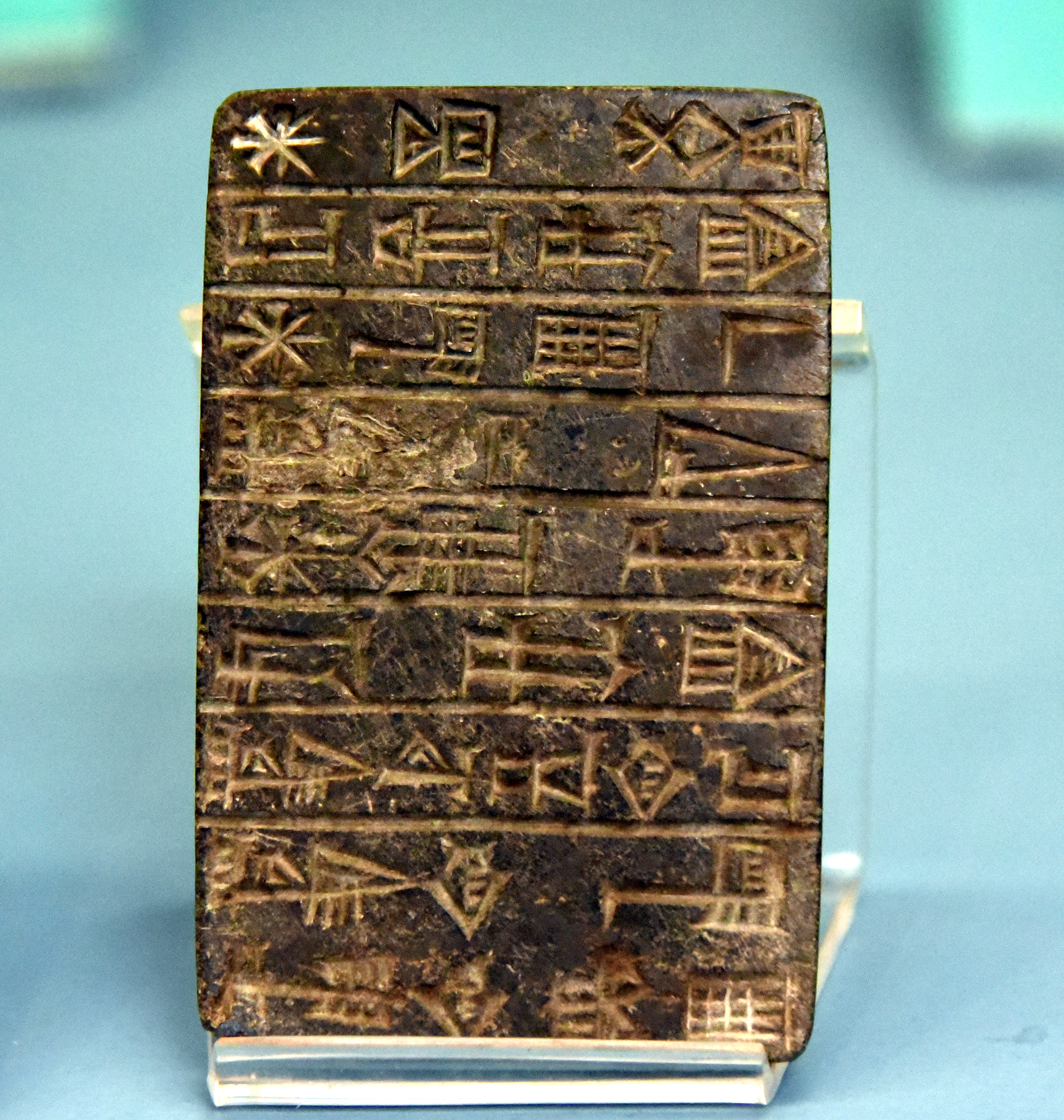
Tablette commémorant la reconstruction du temple de Ningirsu à Girsu. Musée de l'Orient ancien d'Istanbul. Traduction de l'inscription : « Pour le dieu Ningirsu, champion puissant du dieu Enlil, son maître, Shulgi, homme fort, Roi d'Ur, Roi des pays de Sumer et d'Akkad, a construit son temple pour lui[104]. »
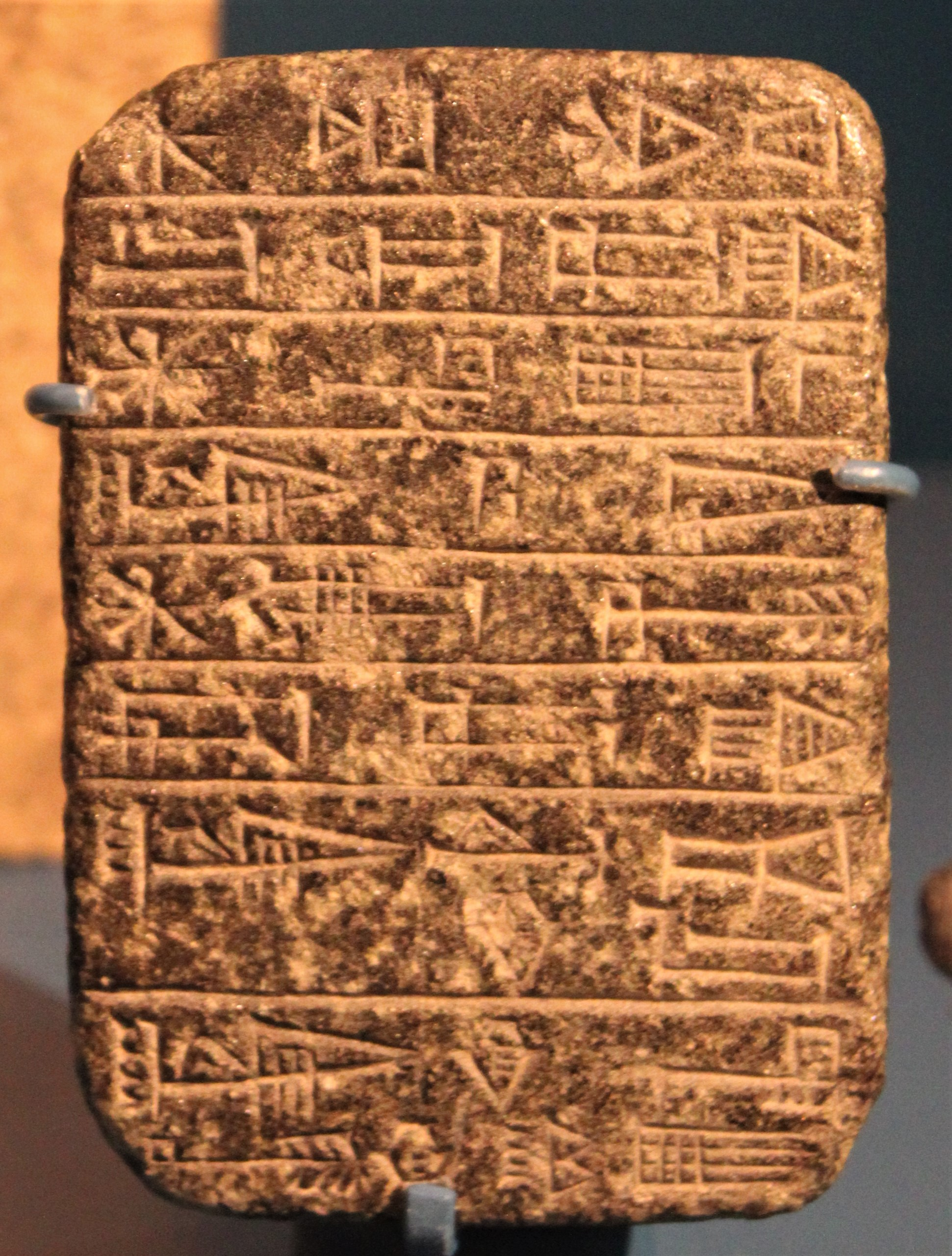
Tablette commémorant la reconstruction du temple de Ningirsu à Lagash. Ashmolean Museum. Traduction de l'inscription : « Pour le dieu Ningirsu, champion puissant du dieu Enlil, son maître, Shulgi, homme fort, Roi d'Ur, Roi des pays de Sumer et d'Akkad, a construit son temple de Bagara pour lui[105]. »

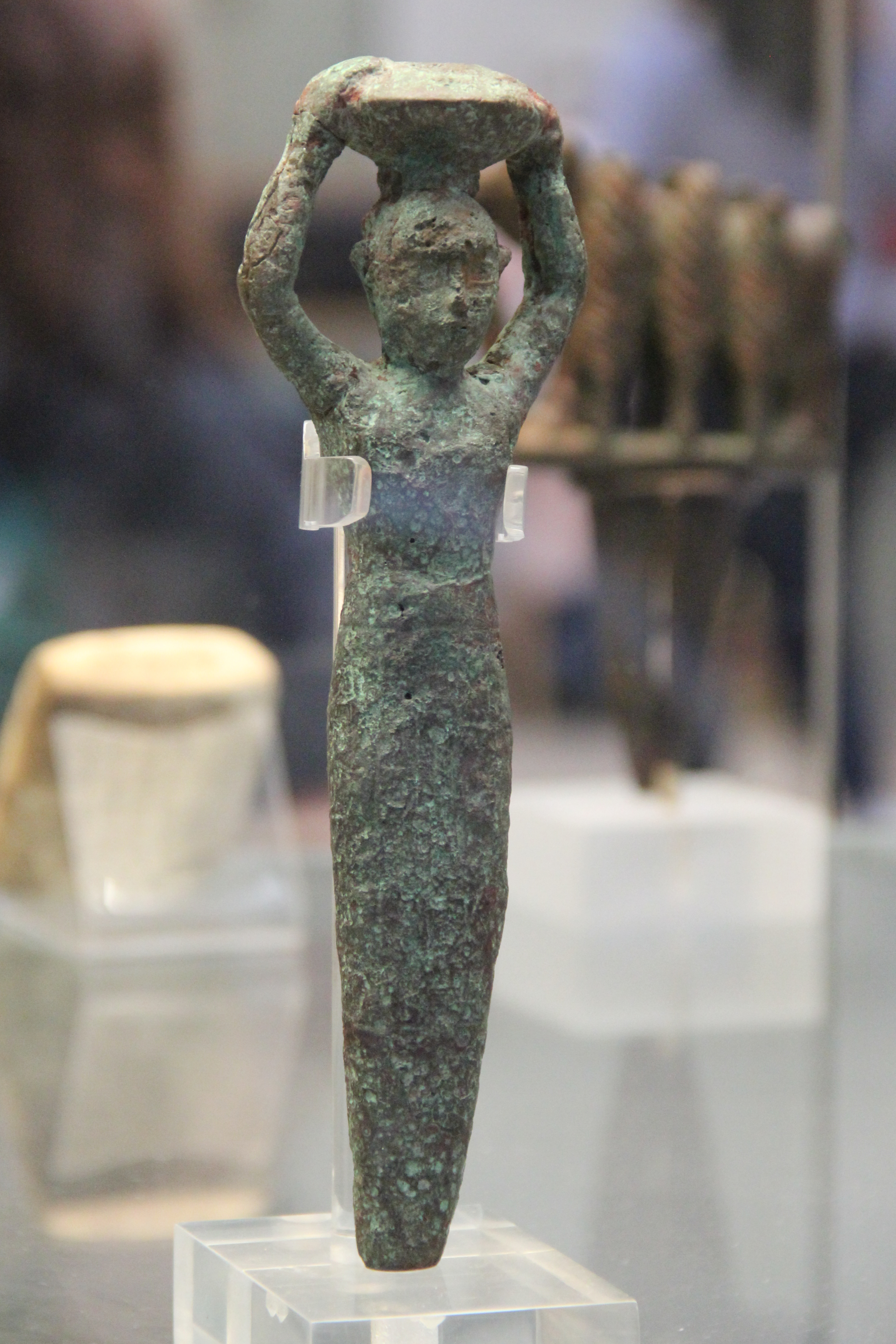
Clou de fondation commémorant la reconstruction du temple de Nimintaba à Ur, inscription illisible (probablement similaire à la précédente). British Museum.
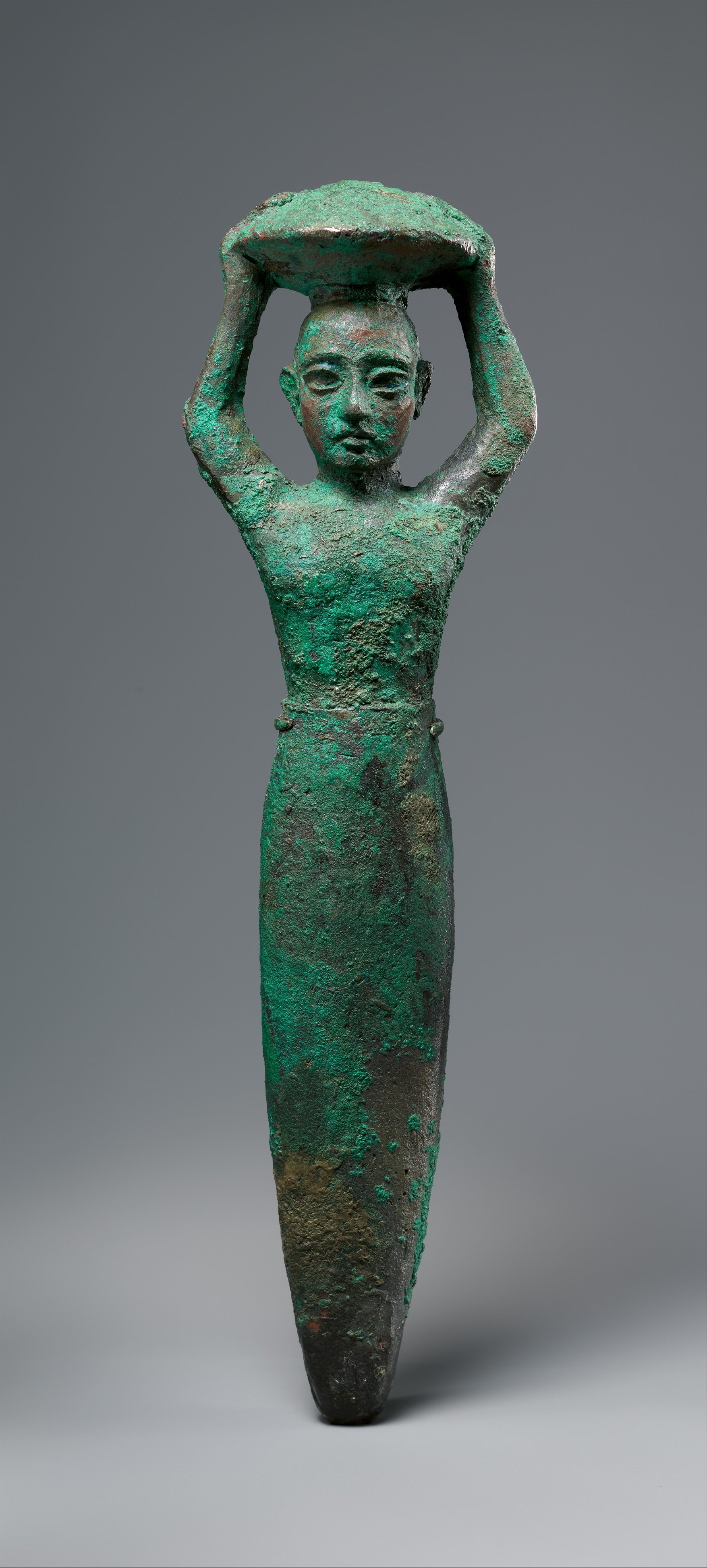
Clou de fondation commémorant la reconstruction du temple d'Inanna à Nippur. Metropolitan Museum. Traduction de l'inscription : « Pour la déesse Inanna, sa maîtresse, Shulgi, l'homme fort, le roi d'Ur, le roi des pays de Sumer et d'Akkad, a construit son E-duranki pour elle[106]. »
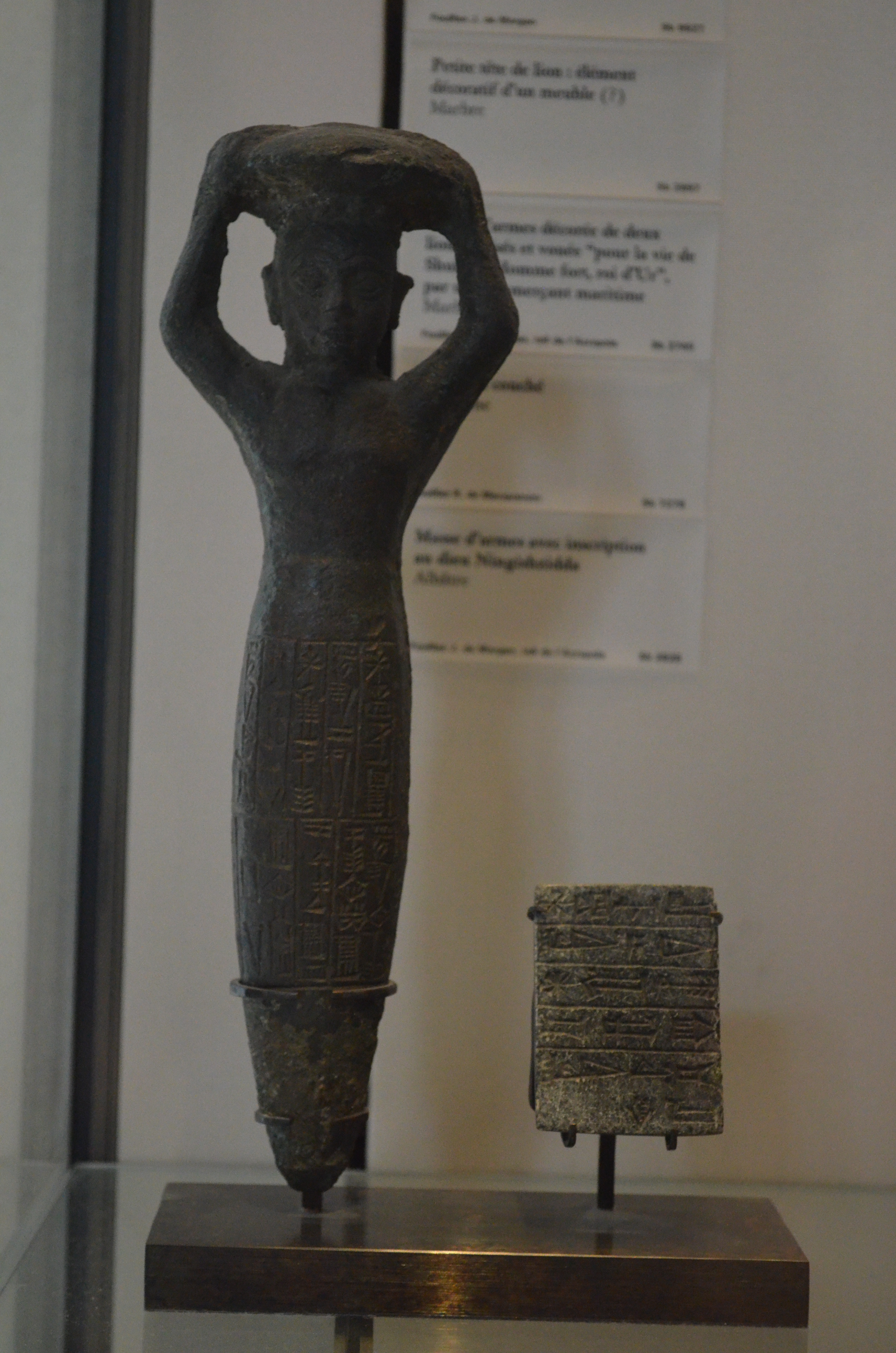
Clou et tablette de fondation commémorant la reconstruction du temple d'Inshushinak à Suse. Musée du Louvre. Traduction de l'inscription : « Pour le dieu Inshushinak, son maître, Shulgi, l'homme fort, le roi d'Ur, le roi des pays de Sumer et d'Akkad, a construit pour lui A'arkesh, son temple bien-aimé[107]. »

D'autres inscriptions ont été mises au jour sur des objets votifs. Dans plusieurs cas des inscriptions dédicatoires ont été faites par des serviteurs de Shulgi afin que les dieux apportent leurs bienfaits sur le souverain (et à travers lui le royaume) :

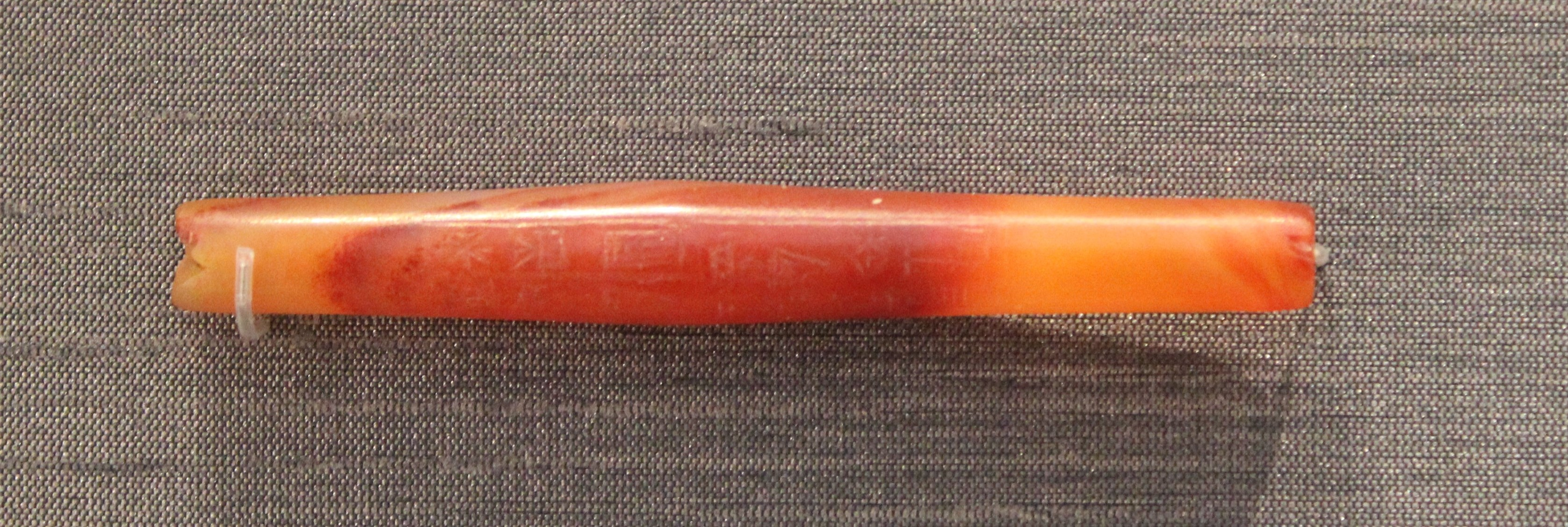
Perle en cornaline provenant de l'Indus vouée par Shulgi à la déesse Ninlil. British Museum. Traduction de l'inscription : « À Ninlil, sa maîtresse, Shulgi, homme fort, Roi d'Ur, Roi des pays de Sumer et d'Akkad, a dédié (cette perle) pour sa vie[108]. »
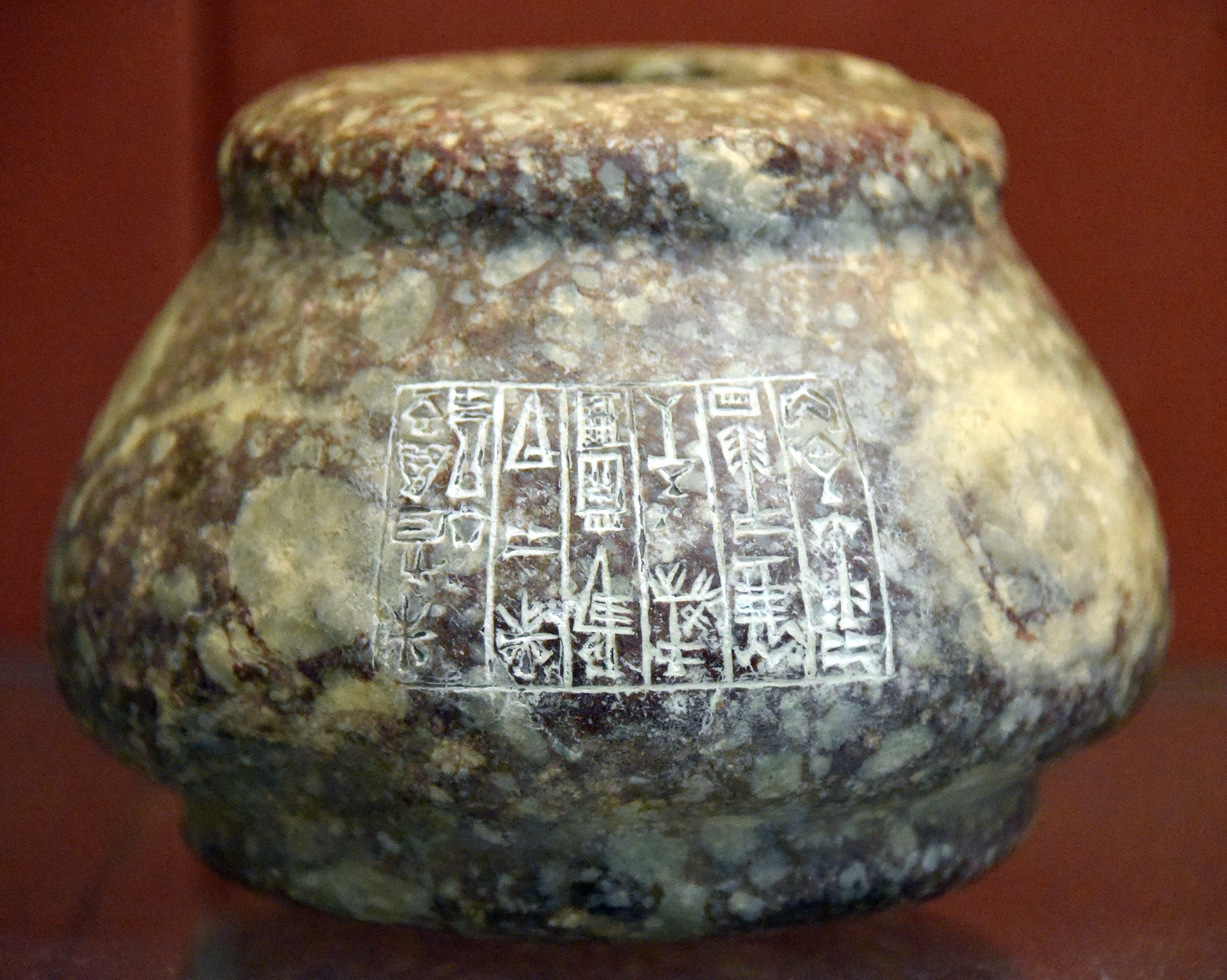
Tête de massue vouée au dieu Meslamta-ea pour la vie de Shulgi. British Museum. Traduction de l'inscription : « Au dieu Meslamta-ea, son dieu (personnel), Lu-nimgir, a dédié (cette massue) pour la vie de Shulgi[109]. »

Ces dédicaces pour la vie du roi se retrouvent aussi sur des sceaux-cylindres. Par exemple deux sceaux de fonctionnaires provenant de la province de Girsu contiennent une inscription invoquant la protection du dieu Meslamta-ea pour Shulgi divinisé :

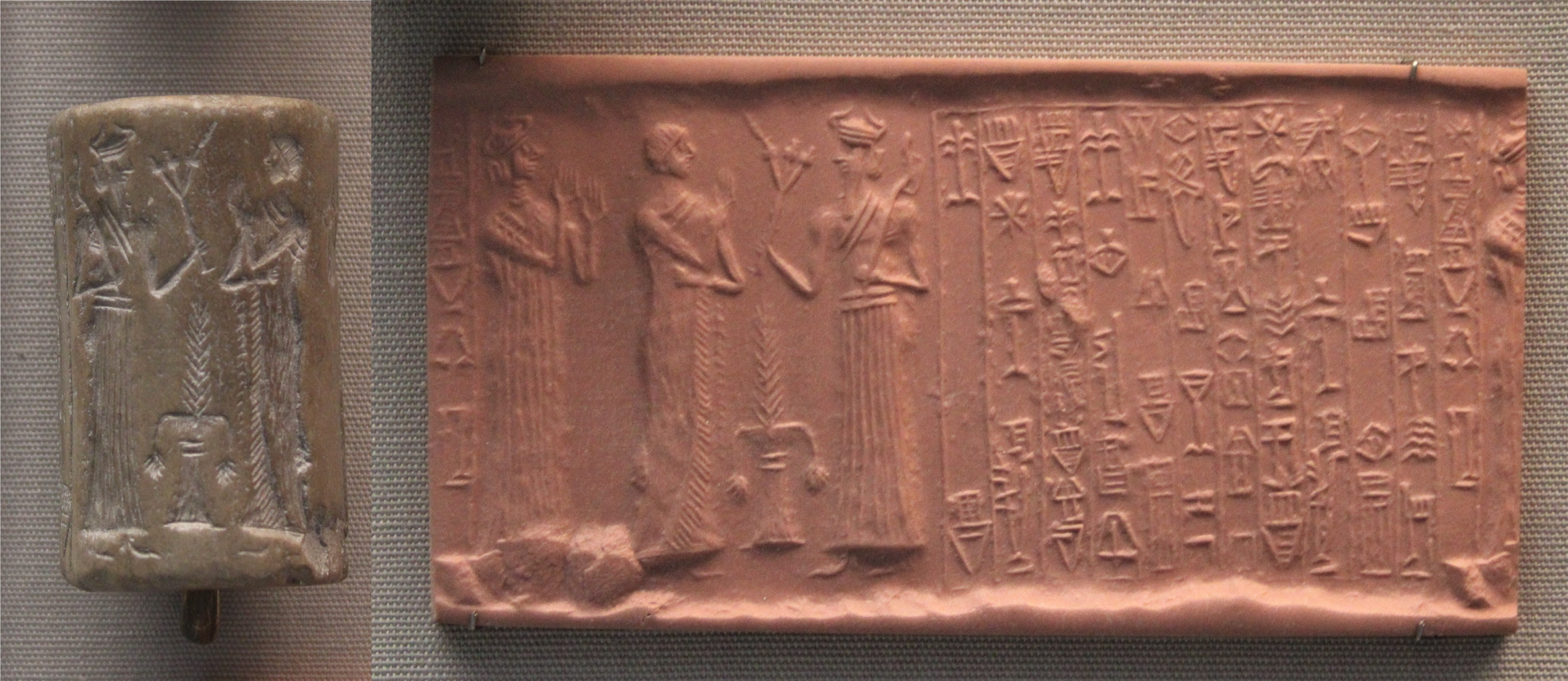
Sceau d'un fonctionnaire le représentant introduit par une déesse protectrice en présence du dieu Meslamta-ea. British Museum. Traduction de l'inscription : « Pour le dieu Meslamta-ea, le roi, la puissance vraie de Lagash, pour la vie du divin Shulgi, l'homme fort, le roi d'Ur, Kilula, le porte-chaise, le fils d'Ur-Bagara, a façonné (ce sceau). Le nom de ce sceau est : « Mon roi, puissé-je vie (par) sa bienveillante sagesse ! »[110],[111]. »
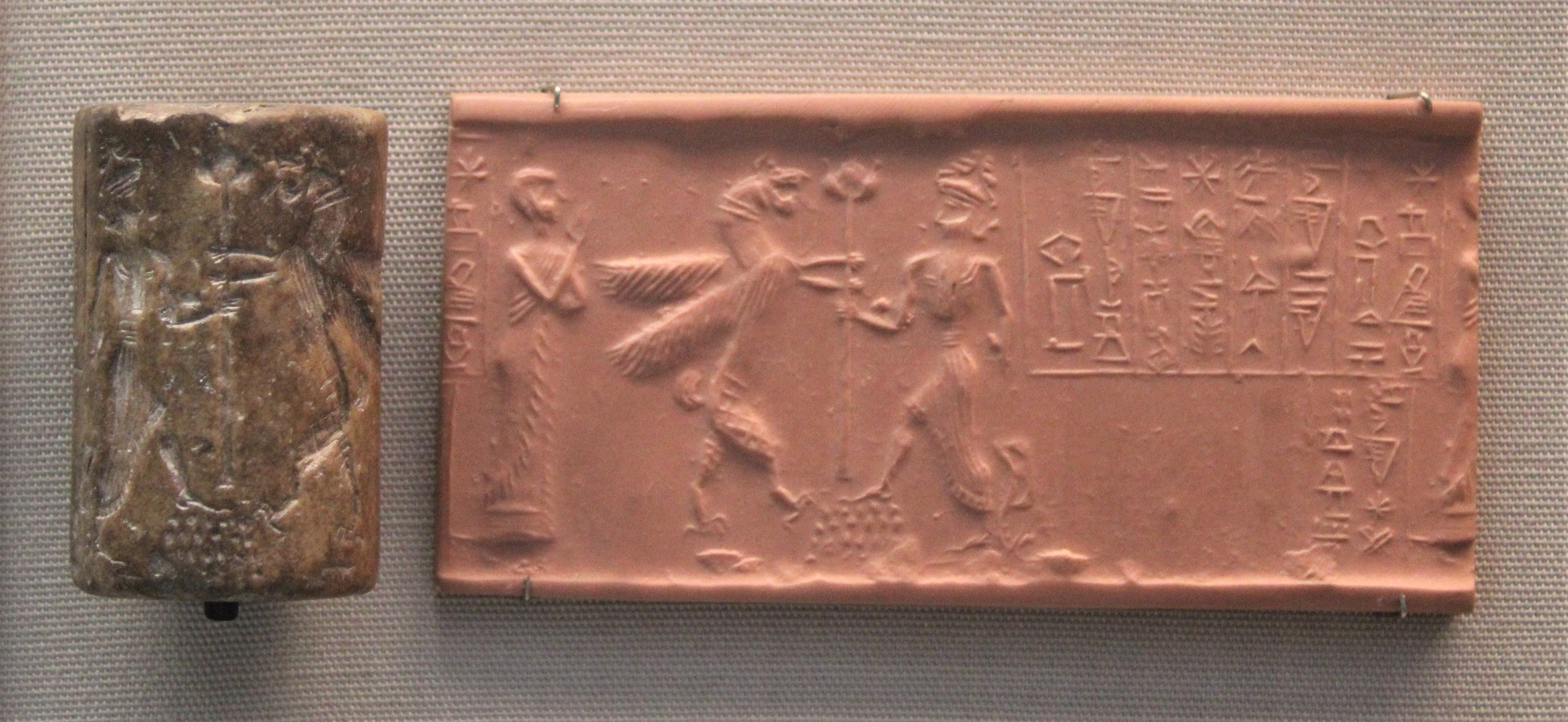
Sceau d'un fonctionnaire non nommé, le représentant auprès du dieu guerrier Meslamta-ea et d'un griffon tenant un étendard planté sur une montagne. British Museum. Traduction de l'inscription : « Pour le dieu Meslamta-ea, son maître, pour la vie du divin Shulgi, le dieu de son pays, le roi d'Ur, le roi des quatre régions[110],[112]. »

Les hymnes commémorent également des offrandes. Shulgi V rapporte ainsi la réalisation d'une statue représentant Shulgi, à l'occasion de sa course entre Ur et Nippur, destinée à être placée dans le temple d'Enlil, face à la statue du dieu :

« Afin que les héros louent à jamais la grande magnificence de Shulgi, il fit sa …… statue durable à la renommée éternelle, brillante comme les étoiles célestes, et l'érigea en majesté devant le regard bienveillant, rempli de générosité (?), de l'immuablement auguste Père Enlil. »

Shulgi R (ou Shulgi et la barque de Ninlil) rapporte la construction de la barque sacrée de la déesse Ninlil, événement également rapporté par le nom de la huitième année de règne, offrant ainsi un contexte cultuel à la composition de cet hymne. Cette barque est destinée à servir lors de la procession de la statue divine de la déesse qui a lieu lors de sa grande fête. La première partie du texte décrit cette embarcation réalisée avec grand soin et des matières précieuses (le texte fournissant de précieuses informations sur les techniques de construction de bateaux à Sumer), puis la seconde partie évoque les cérémonies de consécration du bateau, qui fait un voyage de Nippur jusqu'à Tummal où se trouve le temple de la déesse, qui accueille avec joie l'offrande. Un banquet conclut le rituel,.

« Ô barque, Enki t'assigna le quai de l'abondance comme ton destin. Le Père Enlil te regarda avec approbation. Ta Dame, Ninlil, commanda ta construction. Elle le confia au fidèle pourvoyeur, le roi Sulgi ; et le berger, qui est d'une grande intelligence, ne se reposera pas jour et nuit en pensant profondément à toi. Lui, le sage, qui sait planifier, lui, l'omniscient, abattra pour toi de grands cèdres dans les immenses forêts. Il te rendra parfait et tu seras sublime à regarder. (...)

Ton disque solaire d'or scintillant, attaché avec des lanières de cuir, est le clair de lune lumineux, brillant avec éclat sur toutes les terres. Ton mat, orné des pouvoirs divins de la royauté, est tel une forêt de cyprès irriguée avec de l'eau claire, fournissant un ombrage agréable. Tes petites nattes de roseaux sont le ciel du soir, illuminé d'étoiles, imprégné d'une splendeur redoutable. Au milieu de tes petits roseaux gizi aux nombreuses brindilles soigneusement entretenus (?), des nuées de petits oiseaux gazouillent comme dans un marais sacré. Leur pépiement, aussi agréable au cœur que le bruit de la baratte, remplit de joie (?) Enlil et Ninlil. »

Serviteur des dieux, Shulgi doit également prendre en compte leurs desseins afin d'assurer la bonne marche des affaires du royaume. Il recourt pour cela à des consultations oraculaires, évoquées dans les noms d'années commémorant le choix de grandes prêtresses, fait à l'issue d'une consultation divine (puisqu'elles sont considérées comme les épouses terrestres du dieu auquel elles sont consacrées). L'hymne Shulgi B (l. 131 à 149) indique que parmi les nombreuses qualités du roi se trouve la compréhension des présages divins, en particulier dans le domaine de la divination dans le foie d'animaux (hépatoscopie), ce qui renforce encore plus sa capacité à bien diriger le pays.

### La divinisation du roi
Le principe d'élection divine s'est accompagné dans le courant du règne de Shulgi par la divinisation du souverain. Il s'agit du deuxième souverain mésopotamien à s'élever à cette condition, après Naram-Sin d'Akkad,. Qu'il se soit inspiré ou pas de ce précédent, les motivations de Shulgi sont sans doute aussi à rechercher dans les contexte de son accession au trône et de ses premières années de règne : la mort de son père au combat et la nécessité de consolider son royaume et sa propre légitimité peuvent expliquer pourquoi il franchit le pas, au plus tard dans sa vingt-et-unième année de règne,. Cela participe plus généralement des mesures qu'il prend pour réinventer l’État et le consolider,.
Cette divinisation se traduit par plusieurs éléments. Elle se repère d'abord par le fait que le nom du roi est écrit précédé du signe servant à identifier un personnage divin dans les textes (déterminatif), qui a la forme d'une étoile et prend ici le sens de « dieu » (sumérien dingir). C'est le principal indice qui permet de savoir à partir de quand il se fait diviniser,.
Concrètement, Shulgi semble être considéré comme une divinité protectrice de son royaume (« Dieu protecteur du pays », dlama kalam-ma ou « Dieu du pays », dingir kalam-ma) et non pas comme le dieu d'une cité en particulier,. Cela s'accompagne de la mise en place d'un culte de Shulgi qui est attesté dans plusieurs cités à partir de son règne et sous ceux de ses successeurs. Il dispose de temples en son honneur de son vivant, attestés à Girsu, Umma, KI.AN et à Ur où il apparaît sous l'aspect « Shulgi fils du Ciel (ou An) ». On fabrique des statues divines de lui, des fêtes lui sont consacrées, qui donnent des noms à des mois dans les calendriers cultuels des cités du royaume. Le nom du roi commence également à apparaître dans les noms personnels en tant qu'élément « théophore », c'est-à-dire une divinité sous la protection de laquelle on se place. Dans ce cas d'est aussi un moyen d'affirmer sa loyauté envers le monarque, puisque cette pratique se retrouve de façon privilégiée chez ses serviteurs et dans son cercle proche, jusqu'à son épouse Shulgi-simti (« Shulgi est mon digne ornement » ; ce qui implique qu'elle ait changé de nom).
La divinisation de Shulgi est une construction théologique élaborée, qui le voit intégrer la société divine et héroïque. Les hymnes indiquent qu'il est adopté parmi la famille divine d'Uruk (qui est peut-être le lieu d'origine de sa dynastie) : il devient le fils de la déesse Ninsun et du roi Lugalbanda, ce qui en fait par là même le frère de Gilgamesh, ce qui est en particulier affirmé dans l'hymne Shulgi O,,. Des hymnes à Ur-Namma sont alors probablement composés pour le rattacher à cette généalogie.
L'intégration de Shulgi dans la sphère divine se traduit aussi par son élévation au statut d'époux de la déesse Inanna (hymnes Shulgi X, Shulgi Z). Le roi est alors assimilé à son époux divin, le dieu Dumuzi. Il devient également par ce biais le gendre du dieu Nanna (père d'Inanna), le beau-frère du dieu Utu (frère d'Inanna) et le frère de la déesse Geshtinanna (sœur de Dumuzi),. La question de savoir si un rituel de type « mariage sacré » (hiérogamie) représentant de manière symbolique l'union du roi et de la déesse est débattue : certes les hymnes pourraient évoquer une telle chose, mais aucune source documentant le culte au quotidien n'atteste le déroulement effectif d'un tel rite dans les cultes de l'époque. Selon certains, le rite passerait par l'union sexuelle entre le roi incarnant Dumuzi et une de ses épouses (ou une prêtresse) incarnant Inanna ; d'autres pensent que l'union se produit symboliquement, en présence du roi et de la statue incarnant la déesse ; d'autres encore considèrent que jusqu'à preuve du contraire il est plus prudent de considérer que ce type de rituel n'a jamais eu lieu. De fait la seule certitude est qu'il s'agit d'un thème littéraire prolifique, qui a également donné lieu à la composition d'hymnes sur les amours d'Inanna et de Dumuzi,,.

« Moi, le roi, j'étais un héros déjà dans le ventre de ma mère ; Moi, Shulgi, je suis né pour être un homme puissant. Je suis un lion à l'aspect féroce, engendré par un dragon. Je suis le roi des quatre régions ; Je suis le berger et le pasteur des « têtes noires ». Je suis un être respecté, le dieu de tous les pays.

Je suis un enfant né de Ninsun. Je suis l'élu du cœur sacré d'An. Je suis l'homme dont le destin a été fixé par Enlil. Je suis Shulgi, le bien-aimé de Ninlil. Je suis celui qui est chéri par Nintu. Je suis celui qui a été doté de sagesse par Enki. Je suis le roi puissant de Nanna. Je suis le lion rugissant d'Utu. Je suis Shulgi, qui a été choisi par Inanna pour sa volupté. (...)

J'ai bu de la bière dans le palais fondé par An avec mon frère et compagnon, le héros Utu. Mes chanteurs m'ont loué dans des chansons accompagnées de sept tambours tigi. Mon épouse, la jeune Inanna, la Maîtresse, la joie du ciel et de la terre, était assise avec moi au banquet. »

### Le roi idéal

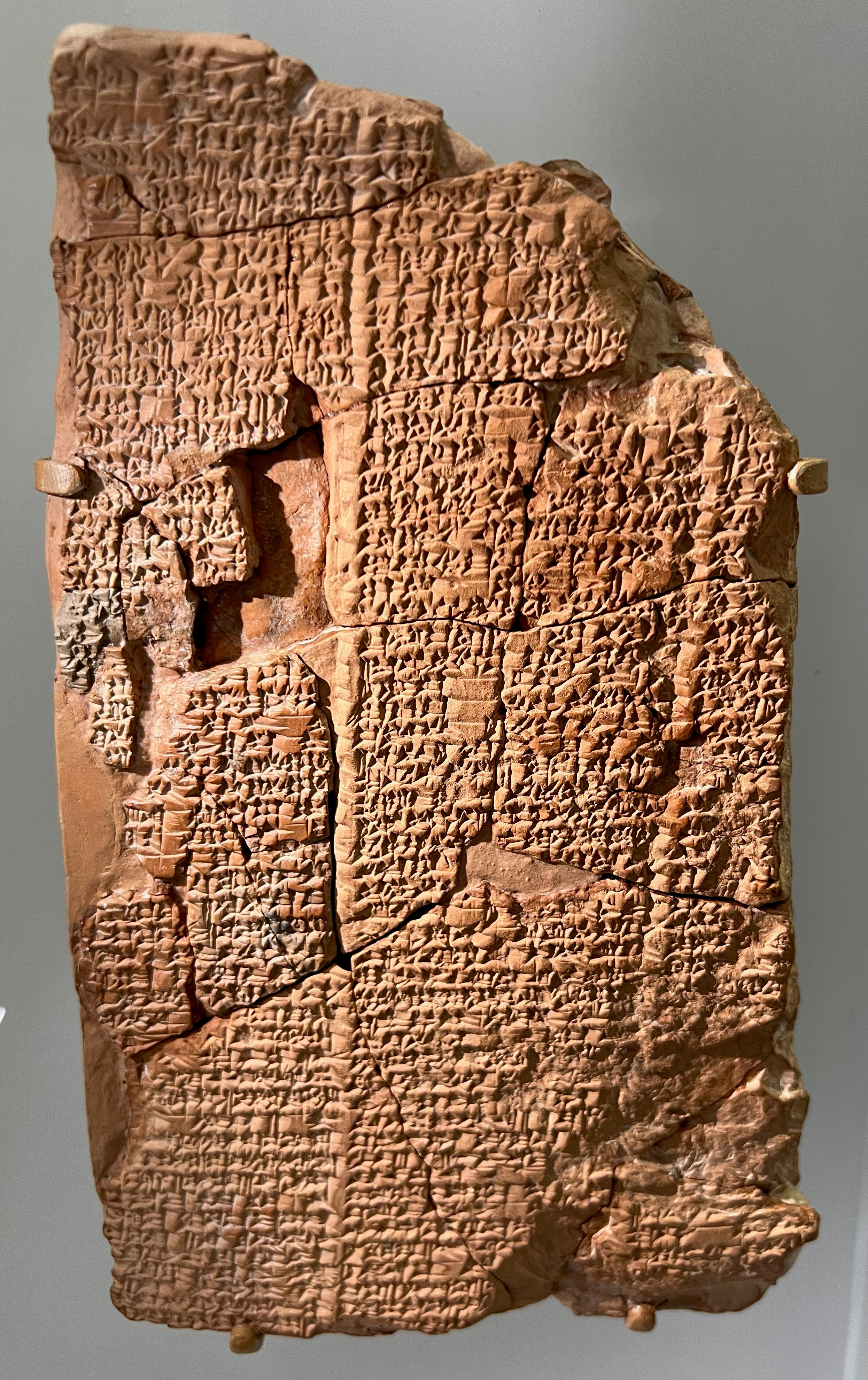
L'hymne Shulgi B, ou « Shulgi, le roi idéal », copie du provenant de Nippur. Penn Museum.

Il ressort des hymnes royaux consacrés à Shulgi l'image d'un roi qui incarne personnellement l’État (voire les actes de ses sujets). Il fait tout lui-même, parce qu'il peut tout faire.
Le discours de légitimation de Shulgi ne met pas au premier plan ses accomplissements guerriers, à la différence des rois d'Akkad, mais il ne les ignore pas pour autant. Dans des sceaux-cylindres et probablement sur des monuments de victoire inscrits disparus, il reprend l'image du roi guerrier,. Une brique mise au jour à Suse porte une inscription relevant de la rhétorique martiale : « Shulgi, le dieu de son pays, le fort, le roi d'Ur, le roi des quatre régions, lorsqu'il eut ravagé le pays de Kimash et de Hurtum, établit un fossé et en construisit la berge (ou : entassa une pile de cadavres),. » Mais le motif du roi victorieux ressort avant tout de l'hymne Shulgi D, ou « Shulgi, le vengeur de Sumer », dont le ton n'a rien à envier aux épopées des rois d'Uruk. Le prologue loue la grandeur du roi, sa naissance miraculeuse, son accession à la royauté, puis le récit relate sa campagne triomphante contre le pays de Gutium, auquel il inflige de lourdes pertes et qu'il laisse dans la désolation. L'hymne s'achève par l'offrande des prises de guerre au dieu Enlil.
La figure du roi guerrier voisine à celle du roi au corps parfait et vigoureux, capable de prouesses athlétiques sans égales. Shulgi A, ou « Shulgi, roi de la route », rapporte comment il a aménagé les routes de son royaume et effectué en une seule journée l'aller-retour entre Nippur et Ur, alors qu'une tempête s'abattait sur le pays, pour célébrer une fête religieuse dans les deux villes le même jour. Cet exploit est également commémoré par le nom de sa septième année de règne. C'est manifestement un mensonge, puisque la distance entre les deux cités est de 160 kilomètres à vol d'oiseau. Un texte administratif rapporte la réalisation d'une statue du roi en coureur avec un char, ce qui indique que ce type de course semble s'être fait avec un attelage.

« Alors je me suis levé comme un hibou (?), comme un faucon pour revenir à Nippur dans ma vigueur. Mais une tempête a hurlé, et le vent d'ouest a tourbillonné. Le vent du nord et le vent du sud hurlaient l'un contre l'autre. La foudre et les sept vents rivalisaient dans les cieux. Des tempêtes de tonnerre ont fait trembler la terre et Ishkur rugissait dans les vastes cieux. Les pluies du ciel se sont mélangées aux eaux de la terre. (ou : Les pluies du ciel rivalisaient avec les eaux de la terre.) Des grêlons petits et gros tambourinaient sur mon dos.

Moi, le roi, cependant, je n'ai pas eu peur, ni n'ai été terrifié. Je m'élançai comme un lion féroce. Je galopai comme un âne dans le désert. Le cœur plein de joie, je vourai -?) vers l'avant. Trottant comme un âne sauvage solitaire, j'avais parcouru une distance de quinze heures doubles au moment où Utu devait tourner son visage vers sa maison ; mes prêtres saj-ursaj me regardaient avec admiration. J'ai célébré la fête eš-eš à la fois à Nippur et à Ur le même jour ! »

Dans Shulgi X ou « Shulgi, le favori des dieux », dans lesquels le roi visite des temples d'Inanna puis d'Utu pour distribuer du butin (probablement à la suite de la guerre relatée dans Shulgi D), le dieu soleil en personne qui fait la louange de sa puissance :

« Roi, éloquent et beau, héros puissant, né pour être un lion, jeune taureau sauvage se tenant fermement debout dans toute sa vigueur, vaillant, sans retenue dans sa force, qui foule aux pieds de grandes montagnes: tu as soumis les héros des terres étrangères, tu as foulé aux pieds tous les souverains étrangers, tu as établi ton nom jusqu'aux extrémités du monde. »

L'ensemble des qualités de Shulgi est repris dans d'autres hymnes, notamment Shulgi B ou « Shulgi, le roi idéal » et Shulgi C ou « Sulgi, le roi glorieux », dans lesquels le roi fait l'étalage à la première personne de toutes ses qualités qui en font le roi parfait : il excelle dans l'art de la guerre, celui de la chasse, à la course, à la danse, dans l'interprétation des présages, le maniement des instruments de musique, la conduite des affaires du royaume, la maîtrise des langues étrangères, l'exercice de la justice, l'observance des rites, la diplomatie, la copie d'anciens hymnes et la composition de nouveaux, établit des académies de scribes pour rédiger des hymnes. Shulgi B se conclut par son entrée dans son palais d'Ur, l'Ehursag, ce qui pourrait indiquer qu'il a été rédigé à l'occasion de son inauguration (commémorée par le nom de la dixième année),.
Un aspect remarquable de ces hymnes est la mise en avant de la sagesse du roi, qui apparaît comme omniscient. Il maîtrise l'art du scribe, parce qu'il a été instruit dans sa jeunesse dans les « Maisons des tablettes », lieux de formation des apprentis scribes. Il est un des rares rois mésopotamiens à mettre en avant sa capacité à lire, écrire et compter. Il dispose d'un vaste savoir, ce qui est interprété comme un signe des faveurs divines puisque les connaissances sont conçues comme ayant été transmises par les dieux aux hommes. Cela se manifeste également par sa compréhension des présages divins.

« Quand j'étais jeune, j'ai appris à l'école l'art du scribe sur des tablettes de Sumer et d'Akkad. Personne parmi les nobles ne pouvait écrire comme moi. Là où l'on va pour apprendre l'art du scribe, j'ai maîtrisé soustraction, addition, calcul et comptabilité. Les belles déesses Nanibgal et Nisaba m'ont grandement attribué entendement et savoir. Je suis un scribe méticuleux qui ne laisse rien de côté !, »

En étalant de la sorte ses innombrables qualités dans ses hymnes, Shulgi cherche à prouver sa capacité à régner pour le bien de ses sujets. Cette finalité se retrouve dans l'image du « bon pasteur » conduisant et protégeant les habitants du royaume qui ressort dans plusieurs discours royaux et transparaît peut-être dans les aménagements réalisés pour protéger le pays et contrôler la circulation de ses ressources, notamment le bétail. L'hymne Shulgi F, ou « Shulgi, roi de l'abondance » relate comment Shulgi jure devant le dieu Nanna de défendre son royaume et de rétablir le culte, après quoi le dieu va plaider devant son père Enlil pour qu'il apporte sa bénédiction au roi. La suite du récit évoque comment Shulgi a apporté la paix, la prospérité et l'abondance dans le royaume,.

## L'entourage du roi
Le roi Shulgi trône au sommet du royaume, et toutes les responsabilités qui s'y exercent découlent de sa personne. La fonctionnement du royaume a pu être qualifié de « patrimonial »,. L’État est en quelque sorte le patrimoine du roi, qui y a un statut de maître de maison, dont les autres membres sont des subordonnés et dépendants, qui sont à son service, en échange de sa protection et de ses gratifications. Cela forme une structure pyramidale organisée autour d'un ensemble de maisonnées hiérarchisées, dominées par celle du roi. C'est aussi une « affaire de famille », dans laquelle à peu près toutes les personnes d'importance font partie de la famille royale ou lui sont rattachées par des alliances matrimoniales. L'élite impériale est donc constituée par des proches du roi, gravitant autour de sa cour, comprenant les épouses et les enfants du roi, ainsi que les principaux membres de l'administration et de l'armée.

### Les résidences royales et la cour
Le roi dispose de plusieurs palais dans son royaume, qui ne comprend pas de « capitale » à proprement parler. Les rois d'Ur III ont eu trois centres de pouvoir, trois vénérables cités sumériennes : Ur, le siège de la dynastie ; Nippur, principale ville sainte de la Basse Mésopotamie ; Uruk, peut-être la cité d'origine de la dynastie, qui est le moins important des trois centres. Shulgi et ses successeurs semblent avoir résidé de façon préférentielle dans la province de Nippur ; ils se déplaçaient régulièrement dans les deux autres villes, au moins pour accomplir les célébrations religieuses majeures.
Il y a peu d'indications sur les palais royaux du règne de Shulgi. Parmi les édifices mis au jour par des archéologues, l'Ehursag (« Maison-montagne ») d'Ur est le seul qui pourrait avoir été un lieu de résidence royale. Mais il n'y a pas d'indice décisif en ce sens : l'édifice semble bien avoir été construit par Shulgi (commémoré dans le nom d'année 10 et des inscriptions), mais il paraît petit pour avoir servi de palais à un monarque de cette envergure. Le lieu de résidence royale à Nippur n'a pas été localisé, mais il semble que Shulgi ait érigé des palais dans les villes voisines de Tummal et de Puzrish-Dagan.
En tout état de cause le roi se déplace souvent, ce qui fait qu'il ne réside pas tout le long de l'année au même endroit. S'il dirige une campagne militaire, il ne réside même pas forcément dans un palais. Il se déplace en compagnie d'un groupe de personnes qui peut être désigné comme sa « cour », ce qui au sens restreint englobe des membres de sa famille, des courtisans et sa domesticité, donc des gens qui sont à son contact (sans forcément résider dans un palais). Au sens large, la cour peut s'entendre comme l'ensemble des personnes qui sont susceptibles d'être en contact avec le roi, mais ne sont pas forcément physiquement en sa présence.

### Les épouses du roi
Le roi Shulgi était polygame. C'est d'ailleurs le plus ancien roi de Sumer dont on sait qu'il avait plusieurs épouses en même temps : reste à savoir s'il a été le premier à agir ainsi, ou bien si c'est seulement dû au hasard des découvertes et que des rois antérieurs ont fait de même. Du reste on ne sait même pas si chacune de ces unions était formalisée par une cérémonie nuptiale, donc il n'est pas assuré que l'emploi du terme « épouse » soit approprié pour désigner toutes les femmes identifiées comme des compagnes du roi. Elles avaient en tout cas manifestement des statuts différents. À la suite de P. Steinkeller, il est considéré qu'il dispose à un moment donné d'une seule épouse principale, qui porte le titre de « Dame », nin, donc la « Reine ». Viennent ensuite plusieurs épouses de rang secondaire, souvent désignées comme des « concubines », portant en général le titre de lukur, qui désigne en général une « religieuse » ou « prêtresse » qui est considérée comme l'épouse d'un dieu. Le fait que ce titre soit adopté par des épouses royales pourrait donc être une conséquence de la divinisation du roi. On trouve des déclinaisons de ce titre, à la signification énigmatique : « lukur bien-aimée (ki-ág) », « lukur de la route/du voyage (kaskal-la) » (parce qu'elle accompagne le roi dans ses déplacements ?),,.
Même si elles sont probablement pour plusieurs d'entre elles des femmes d'origine élevée ayant épousé le roi dans le cadre de mariages ayant un but politique, rien n'indique qu'elles aient joué un rôle dans les affaires politiques et diplomatiques du royaume. Les textes administratifs indiquent en revanche qu'elles jouent un rôle actif dans le culte, et disposent de leurs propres domaines avec des possessions et des serviteurs, qui leur servent notamment à faire des offrandes,,.
Il est possible que l'ensemble des épouses royales soient organisées suivant le principe du « harem », la documentation de l'époque d'Ur III présentant des analogies avec celles des époques de Mari (XVIIIe siècle av. J.-C.) et de l'empire néo-assyrien (VIIe siècle av. J.-C.) pour lesquelles l'emploi de ce concept est généralement jugé pertinent. Mais il n'y a pas d'identification certaine d'un secteur palatial dévolu à la population féminine pour l'époque d'Ur III. Il semble néanmoins que les épouses secondaires/concubines du roi soient confinées dans les palais.
Il est généralement considéré que la première reine de Shulgi est Taram-Uram, princesse de Mari évoquée dans une copie d'inscription qui en fait la fille du roi Apil-kin de Mari et la « bru » du roi Ur-Namma. Son nom, qui signifie « Celle qui aime Ur », a manifestement été changé lorsqu'elle a intégré la famille royale d'Ur. Faute de meilleur candidat, on suppose qu'elle est mariée à Shulgi. Elle n'apparaît dans aucun texte daté de son règne, ce qui fait supposer qu'elle est morte dans la première partie de celui-ci,,. Étant donné que le successeur de Shulgi, Amar-Sin, introduit un culte funéraire pour Apil-kin durant son règne, il est estimé qu'il est son ancêtre, et donc qu'il est le fils de Taram-Uram,,.
La seconde reine de Shulgi serait la dénommée Geme-Sin (« Servante du dieu Sîn » en sumérien ; son nom est aussi écrit en akkadien, Amat-Sin). Elle n'est connue que par deux inscriptions de sceaux-cylindres de ses servants. Le premier la présente comme l'épouse de Shulgi, la seconde comme l'épouse du divin Shulgi, ce qui laisse entendre qu'elle est reine au moment de la divinisation du roi. Étant donné qu'elle n'est pas attestée par d'autres sources, elle serait morte ou aurait été répudiée par la suite,,,.
La troisième reine de Shulgi serait Shulgi-simti (ou Shulgi-shimtum), « Shulgi (est) ma fierté » (?), nom qu'elle a reçu lors de son union avec le roi. Le fait qu'elle rende un culte à des divinités d'Eshnunna a fait supposer qu'elle était originaire de cette cité. Elle est bien mieux documentée que les précédentes, puisqu'une archive de Puzrish-Dagan documente ses activités : il s'agit avant tout de tablettes enregistrant des réceptions et des distributions d'animaux, destinés en général à des sanctuaires où ils doivent être sacrifiés, par le biais d'une institution qu'elle dirige avec ses propres serviteurs (une sorte de « fondation »),. Elle ne porte jamais le titre de reine/nin, mais celui de concubine/lukur, ce qui fait que son statut exact a été discuté : l'importance qu'elle occupe dans la documentation semblerait en faire une épouse de premier rang, mais rien ne permet de le confirmer,,. Contre l'opinion commune, T. Sharlach y voit une épouse de rang secondaire.
Nin-kalla (« La sœur est estimée ») apparaît dans deux inscriptions comme la « bien-aimée » de Shulgi. Elle n'est jamais présentée explicitement comme une de ses épouses, mais comme la documentation administrative la montre en relations avec plusieurs d'entre elles, il est généralement considéré qu'elle est une épouse secondaire, même si d'autres solutions sont possibles. Elle est en tout cas documentée sur plusieurs sites et exerce une grande gamme d'activités, ce qui semble indiquer qu'elle occupe une position importante. T. Sharlach y voit même la dernière épouse principale/reine de Shulgi, plutôt que Shulgi-simti.
Geme-Ninlil (« Servante de la déesse Ninlil ») est connue par l'impression de son sceau, qui la présente elle aussi comme la « bien-aimée » de Shulgi. C'est probablement une épouse secondaire. Elle apparaît dans différents textes administratifs de sa fin de règne,,.
Ea-nisha (étymologie incomprise) est une autre épouse secondaire de Shulgi, « lukur de la route », bien attestée par des impressions de sceaux et des sources administratives, souvent en relation avec Shulgi-simti. Elle est surtout documentée après la mort de Shulgi,,.
Les empreintes de sceaux-cylindres de Geme-Ninlil et d'Ea-nisha sont connues, et rappellent leurs rapports avec le roi : l'inscription qu'elles portent indiquent que les sceaux ont été donnés en présent par le roi et l'image les représente en présence du souverain qui leur donne un vase en présent, pour la première le roi est figuré sous son aspect guerrier, pour la seconde il est sur un trône dans une scène de présentation typique de la période, une hache séparant les deux ; les éléments guerriers des sceaux pourraient indiquer que le rôle de ces femmes est d'accompagner le souverain lors de campagnes militaires.
Shuqurtum est surtout connue par une inscription votive sur un vase mis au jour à Ur qui la présente comme sa « lukur bien-aimée ». Elle est très peu documentée, donc il n'est pas possible de déterminer son importance,,.
ME-Ea (Simat-Ea ?) est une femme qui apparaît dans quelques textes administratifs, souvent identifiée comme une épouse secondaire de Shulgi (mais il pourrait aussi s'agir d'une de ses filles),,.
La liste des potentielles concubines/partenaires de Shulgi ne s'arrête pas là car d'autres femmes en lien avec la cour pourraient en être, mais elles sont trop mal connues pour que leur statut exact soit déterminé. Il est probable que le roi ait eu des relations avec des femmes qui n'ont pas le statut d'épouse. De fait les femmes désignées comme des musiciennes de la cour pourraient également être des concubines du roi, par analogie avec la situation connue à Mari au début du XVIIIe siècle av. J.-C., où plusieurs des musiciennes avaient ce type de relations avec des monarques.

### Les enfants du roi
Les enfants du roi apparaissent dans la documentation avec le titre de « fils/fille du roi »,. Selon ce qui peut être reconstitué à partir des sources, Shulgi a au moins eu une trentaine d'enfants. C'est une estimation basse, étant donné que plusieurs autres peuvent apparaître dans la documentation sans être explicitement définis comme des enfants du roi, et qu'il est probable que bien d'autres soient morts en bas âge ou dans les trois premières décennies de son règne qui sont mal documentées.
Selon qu'ils sont des garçons ou des filles, ils se voient assignés des rôles différents, mais toujours au service de leur père.
Dix-sept, (ou seize) « fils du roi » (dumu lugal) sont identifiés. Leur étude à travers la documentation administrative permet de connaître les fonctions qui leur sont confiées, même si le fait qu'ils ne soient pas systématiquement définis comme des princes et l'existence d'homonymes complexifie l'identification. Les princes sont souvent employés dans l'appareil militaire de l'empire, avec souvent la fonction de généraux/gouverneur militaire (šagina), qui implique le commandement de troupes en campagne ou de garnisons, ou bien des positions moins importantes (capitaine),,, mais ils peuvent être employés pour différents types de missions, notamment économiques ou diplomatiques, aussi mais plus rarement l'administration provinciale. En général ils occupent leurs fonctions pour une courte durée, ce qui est une manière pour leur père de répondre rapidement aux besoins du moment et aussi de les empêcher de prendre trop d'importance et de le menacer. Parmi les plus importants, Shu-Enlil est gouverneur militaire à Uruk et Der et semble avoir participé (dirigé ?) avec succès à des campagnes militaires de la fin de règne, avant que son statut ne décline lors de la succession de Shulgi (même s'il n'y a pas forcément trouvé la mort),. Ur-Sin est un autre prince qui gagne en importance, peut-être au détriment du premier, puisqu'il devient à son tour gouverneur militaire d'Uruk et de Der ; il accomplit aussi différentes missions itinérantes et semble impliqué dans la gestion de troupeaux d'équidés,. Un autre prince du nom d'Ur-Nigar apparait souvent dans la documentation, dont une fois au poste de gouverneur militaire d'Uruk. Ils peuvent aussi avoir des occupations pacifiques : le prince Lu-Nanna apparaît ainsi dans la documentation administrative de Girsu en tant que gestionnaire de domaine agricole, même si à d'autres moments il joue un rôle militaire, et qu'il accomplit une mission diplomatique sous le règne d'Amar-Sin. Etel-pu-Dagan semble moins porté sur les affaires militaires, plus impliqué dans la vie de la cour. Il est souvent en déplacement, pas forcément pour des missions diplomatiques, mais plutôt pour des missions d'approvisionnement (notamment en laine) et de déplacement de butin,. Aucun des fils de Shulgi ne s'est apparemment vu confier une charge de prêtrise ; son frère a été placé en tant que grand prêtre d'Inanna à Uruk par leur père Ur-Namma, fonction qu'il conserve sous son règne.
On ne sait pas s'il existe un statut de prince héritier à cette période. Amar-Sin, le fils qui succède à Shulgi, n'apparait dans la documentation qu'à partir du moment où il monte sur le trône. L'explication la plus couramment avancée pour expliquer cela est qu'il a pris un nom de trône au moment où il prend le pouvoir : c'est donc un des princes documentés sous le règne de Shulgi, mais on ne sait pas lequel (Ur-Sin ?). D'autres possibilités ont été évoquées, en lien avec le fait que la succession de Shulgi se fasse de façon trouble : Amar-Sin aurait été exilé puis serait venu prendre le pouvoir ; ou bien ce ne serait pas le fils de Shulgi, mais son neveu,,,. Le successeur d'Amar-Sin, Shu-Sin, est parfois présenté comme son frère, mais il est plus probablement son fils et donc le petit-fils de Shulgi. Un homme de ce nom apparait dans la documentation de l'époque de Shulgi : il pourrait s'agir du futur roi, qui monte sur le trône huit ans après la mort de Shulgi.

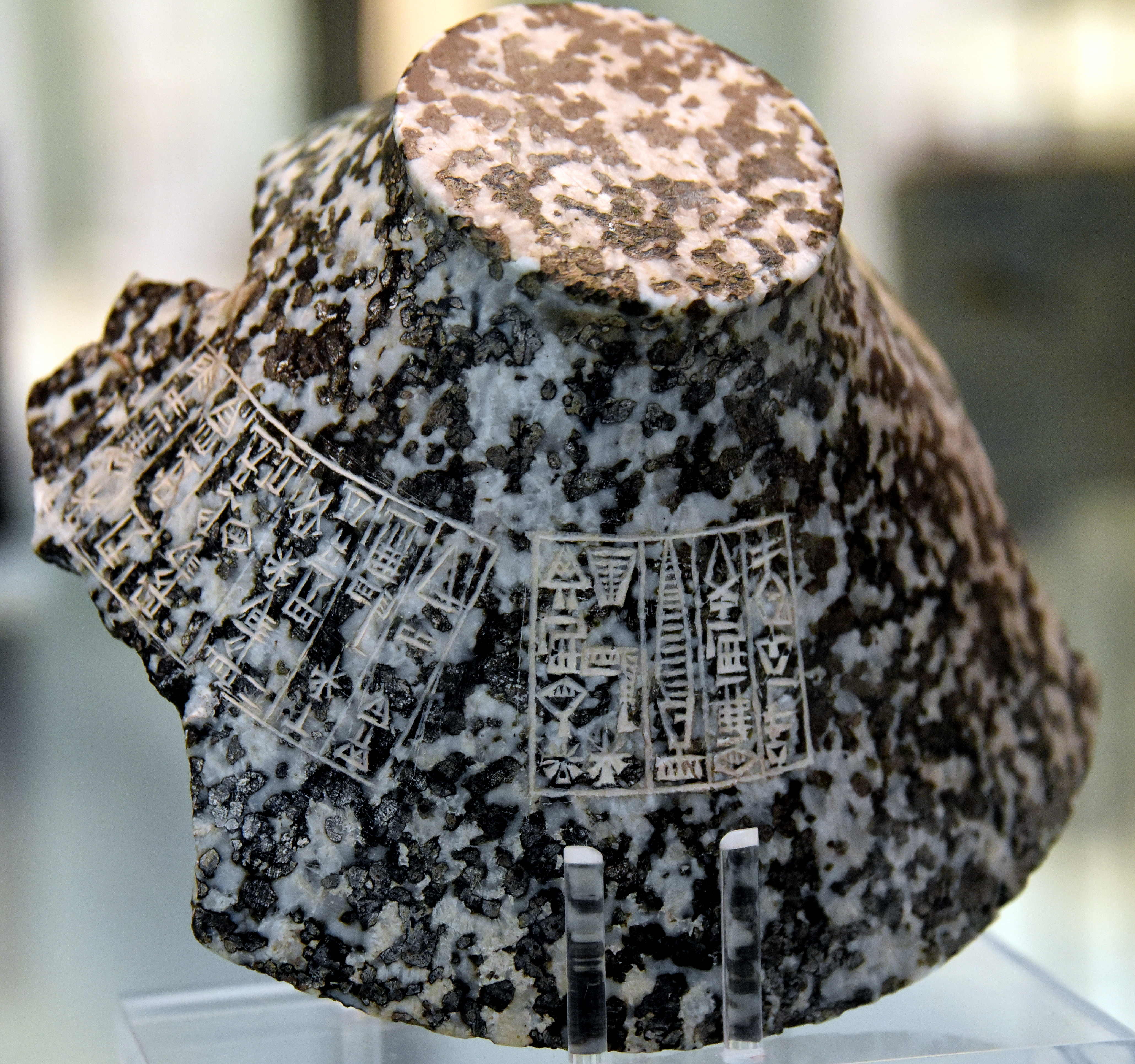
Bol en pierre fragmentaire, portant une première inscription au nom du roi Naram-Sin d'Akkad à qui il avait appartenu et une seconde au nom d'une fille de Shulgi nommée Simat-Enlil (ou Me-Enlil), qui en a été à son tour la propriétaire. Ur, British Museum.
Traduction de l'inscription de la princesse : Shulgi, l'homme fort, le roi d'Ur, le roi des quatre régions : Simat-Enlil est sa fille,.

Quatorze « filles du roi » (dumu-munus lugal) sont identifiées avec certitude,. Les princesses se voient assigner deux rôles : devenir grandes prêtresses (en) d'un dieu, ou bien être mariées à des alliés ou des serviteurs de leur père.
Il s'agit dans tous les cas d'une forme de politique matrimoniale, puisque les grandes prêtresses sont considérées comme les épouses du dieu. C'est une ancienne tradition, utilisée notamment par les rois d'Akkad pour conforter leur pouvoir et leurs liens avec le clergé. Elle est surtout pratiquée à Ur dans le sanctuaire du dieu Nanna. Ur-Namma y avait déjà consacré une de ses filles, sœur de Shulgi, Ennirgalana. Elle est remplacée par la fille de Shulgi, Ennirziana, comme le commémore le nom de la quinzième année de celui-ci. Elle est à son tour remplacée par sa sœur Enurburziana, comme le commémore le nom de l'année 43. Une nouvelle princesse d'Ur, fille d'Amar-Sin, lui succède par la suite. Le nom de l'an 28 de Shulgi commémore également la consécration d'une grande prêtresse à Eridu dans le sanctuaire du dieu Enki. Les sources administratives de la période ne documentant pas Ur, la manière dont elles exercent leurs fonctions, cultuelles ou gestionnaires, nous échappe,.
Les princesses sont également données en mariage par leur père dans le cadre de sa politique. Il s'agit d'abord de la consolidation d'alliances diplomatiques par des unions matrimoniales, qui sont elles aussi commémorées par des noms d'années : l'année 18 rapporte ainsi le mariage de la princesse Liwwir-mittsashu avec le roi du pays de Marhashi, tandis que l'année 30 rapporte celui d'une princesse non nommée avec le roi (appelé « gouverneur ») d'Anshan. Un texte administratif daté de l'année 48 permet de connaître une autre de ces princesses mariées à l'étranger, parce qu'on lui livre alors une dizaine de têtes de bétail : Taram-Shulgi, devenue l'épouse de Shudda-bani, l'« homme de Pashime » (le dirigeant local) ; mais on ne sait pas en quelle année le mariage a eu lieu,,. Le roi donne aussi certaines de ses filles en mariage à des membres éminents de l'administration et de l'armée, avec lesquels il conforte ainsi ses liens, suivant la logique familiale/patrimoniale selon laquelle est construit le royaume : Ninhedu est ainsi l'époque de Hashib-atal, un officier militaire en poste à Arrapha, dans la périphérie de l'empire ; Geme-Eanna est mariée à Irgu, un haut fonctionnaire. D'autres filles du roi apparaissent dans des textes administratifs et par des sceaux.

### Les principaux serviteurs du roi
L'organisation du sommet de l'appareil étatique sous le règne de Shulgi est mal connue. Ses successeurs sont secondés par de hauts dignitaires, en premier lieu le sukkalmah, qui est une sorte de premier ministre ou vizir, et aussi le grand échanson, zabar-dab5, qui semble spécialisé dans le culte et les rites, et l'archiviste en chef, pisan-dub-ba. Ces trois titres sont certes attestés sous le règne de Shulgi, mais ils ne semblent pas avoir la même importance que par la suite. Le poste de vizir semble détenu par une même famille, qui semble originaire de Girsu et qui pourrait selon P. Michalowski avoir obtenu ce poste majeur à la suite de l'annexion pacifique de cette riche province à l'époque d'Ur-Namma. Le plus ancien connu est Lani, en poste autour des années 29 et 32, puis son fils Ur-Shulpae dans les années suivantes, et enfin Arad-Nanna (ou Aradmu) qui accède à ce poste au plus tard dans l'année 45, et occupe ce poste durant les règnes suivants, pendant une trentaine d'années (et devenant peut-être progressivement une sorte d'« éminence grise » du royaume).
La difficulté à identifier les rôles des hauts fonctionnaires de Shulgi se voit dans le cas de celui qui apparaît le plus dans les sources administratives, un dénommé Naram-ili. Son sceau l'identifie par le titre ì.du8 sukkal, composé des termes signifiant respectivement « portier » et « messager » (ou « émissaire »), dont le sens est énigmatique. En tout cas il semble très proche des membres de la famille royale. Son fils Shu-Kabta, qui est à la fois un général et un médecin, épouse une princesse, ME-Ishtaran, avec laquelle il dirige après le règne de Shulgi un domaine à Garshana, documenté par une importante archive.
L'identité de serviteurs du roi et de membres de la famille royale (notamment les reines) apparaît dans les sceaux-cylindres, qui comportent des inscriptions donnant leur nom personnel, celui de leur père, et leur fonction (y compris la personne qu'ils servent). L'étude de leur iconographie permet aussi d'approcher l'idéologie politique de l'époque, par le biais des messages qu'ils communiquent visuellement. Il s'agit souvent de scènes dites « de présentation », un type développé à l'époque d'Akkad, qui met en scène le porteur du sceau introduit par une divinité protectrice auprès d'une figure éminente, à l'origine plutôt une divinité, mais à l'époque d'Ur III il s'agit bien souvent du roi (sans attributs divins tels que la tiare à cornes). Selon I. Winter, ils mettent l'emphase sur le lien entre le roi et le possesseur du sceau, sur le fait que le premier dispose d'une autorité parce qu'elle lui a été confiée par le premier, et aussi sur le fait que le roi est celui qui octroie les fonctions dans son royaume et l'autorité qui va avec. En effet l'application d'un sceau a certes pour but d'identifier une personne (comme une signature), mais elle a aussi un aspect symbolique, véhiculant l'autorité de son détenteur et sa légitimité à agir en tant que représentant du roi, ce que l'image vient conforter. Ce lien est encore plus clair dans le cas de certains sceaux de hauts dignitaires (et de reines) dont les inscriptions indiquent qu'il s'agit de cadeaux du roi (ce qui est sans doute un moyen pour lui de diffuser l'imagerie royale).

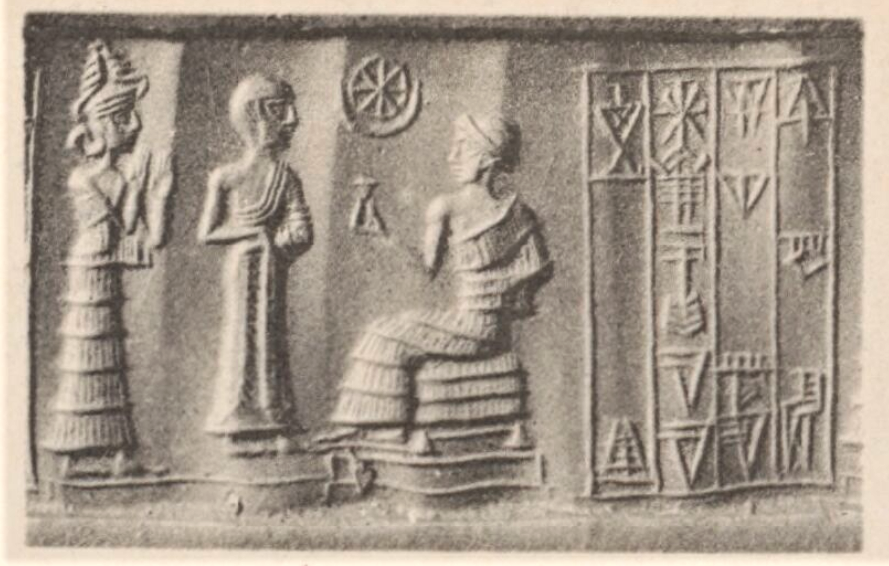
Impression du sceau-cylindre de Shulgi-ili (« Shulgi (est) mon dieu » en akkadien), serviteur de la princesse Baqartum, représentant une scène de présentation devant le roi. Musée du Louvre. Traduction de l'inscription : « Baqartum, fille du roi, Shulgi-ili est ton serviteur[234]. »
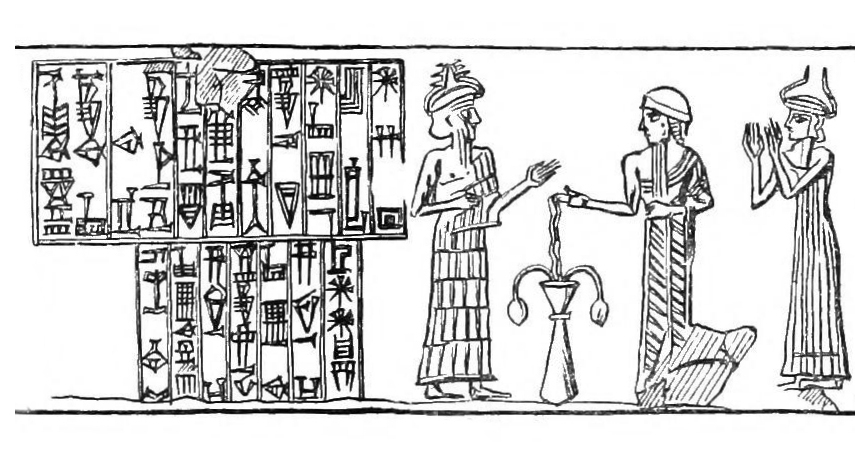
Copie de l'empreinte du sceau-cylindre d'Ur-Nabnigal, gouverneur de Nippur sous Shulgi (original au musée du Louvre). Traduction de l'inscription : « À Nusku, le messager suprême d'Enlil, pour la vie de Shulgi, l'homme fort, le roi de Sumer et d'Akkad, Ur-Nabnigal, le gouverneur de Nippur, le fils de Lugal-engardu, gouverneur de Nippur, a voué (ce sceau)[235],[236]. »

## Politique intérieure: consolidation et centralisation
Lorsque Shulgi monte sur le trône, une grande partie de l'effort de construction du royaume est déjà accompli ou du moins entamé par les mesures prises sous le règne de son père Ur-Namma (constitution de provinces, extension du réseau de communications, harmonisation des pratiques administratives et des normes). Dans bien des domaines Shulgi se repose sur les accomplissements de son père et continue sur la voie qu'il a tracée,. En raison du caractère lacunaire des sources, il est souvent difficile de faire la part des choses entre ce qui est à mettre au crédit de l'un ou de l'autre. Les noms d'années indiquent une continuité dans la politique de Shulgi par rapport à son père durant au moins les vingt premières années de son règne et c'est ensuite qu'il entreprend une série de mesures importantes. Selon les propositions de P. Steinkeller, il s'agit d'un ensemble de réformes qui aboutissent à la création d'un empire centralisé : divinisation du roi, réorganisation du recrutement militaire et de la gestion des domaines des temples, unification de l'administration de la Basse Mésopotamie, création d'un système de redistribution des biens à l'échelle de l'empire autour de centres spécialisés (dont Puzrish-Dagan), création d'un système de formation des scribes, réforme de l'écriture et des pratiques comptables, réorganisation des poids et mesures, introduction d'un calendrier « impérial ». Les autres spécialistes de la période s'étant penchés sur la question (notamment H. Waetzoldt et W. Sallaberger) contestent l'existence de certaines de ces mesures. L'idée d'une période de changements majeurs remodelant l'organisation de l'empire est néanmoins généralement admise,,. Une autre question est de savoir si l'empire d'Ur III tel qu'il ressort de cette période de réformes peut être qualifié de « centralisé ». Ces évolutions reflètent probablement plus la volonté centralisatrice du pouvoir royal que la création effective d'un État centralisé.

### Une administration plus cohérente

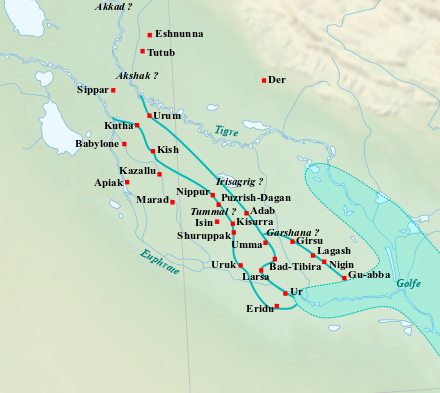
Localisation des sites principaux de Mésopotamie méridionale à la période d'Ur III.

Une des grandes affaires du règne d'Ur-Namma et de la première partie de celui de Shulgi est la constitution d'un système administratif réunissant les anciens royaumes qui se partageaient la Basse Mésopotamie dans un ensemble cohérent. Plutôt que d'envisager la nouvelle entité comme État territorial au sens moderne du terme, il a été proposé d'y voir une sorte d'archipel dont les « îles » sont les centres urbains, sièges des maisonnées dirigeant les domaines des institutions et des individus, et connectés entre eux par les routes et les canaux. La tâche des rois est alors de mieux connecter ces « îles » les unes avec les autres, et surtout de les relier et les rattacher fermement à leur propre maisonnée (ce qu'on désigne comme le « Palais » ou la « Couronne »), ce qui se traduit par un contrôle de plus en plus poussé de l’État sur les domaines et donc sur l'économie.
Le cœur de l'empire est découpé en une vingtaine de provinces, les plus importantes étant dirigées par les principales villes des pays de Sumer et d'Akkad, en particulier celles d'Ur, d'Uruk, de Nippur, d'Umma et de Girsu. Des provinces ont pour siège des villes qui portent le nom de Shulgi, ce qui indique qu'elles ont été fondées à cette période, apparemment dans des zones périphériques (voir plus bas) : Shulgi-Utu, dont le gouverneur Ur-hendursag est connu par un sceau, Ishim-Shulgi (dans la Diyala ou sur le Tigre), dont le gouverneur est Lugal-pa-è, un fils de Shulgi. Suivant le principe mis en place à l'époque d'Akkad, les provinces ont à leur tête un gouverneur civil (ensí) nommé par le roi, chargé notamment de l'encadrement de la population, des prélèvements fiscaux et de la justice. Ils sont souvent issus des principales familles de la province et se transmettent leurs charges de façon héréditaire, constituant des dynasties influentes localement. À la différence de l'époque d'Akkad, les élites locales sont fidèles au pouvoir puisqu'il n'y a pas de révolte d'envergure. Chaque province dispose également d'un gouverneur militaire (šagina), qui dirigent les garnisons provinciales, indépendamment des gouverneurs. Ils sont choisis parmi les proches du roi et changent régulièrement d'affectation, ce qui renforce leur dépendance envers le monarque et les prive d'un ancrage local,.
Un des problèmes auxquels ont fait face Ur-Namma et Shulgi était le fait que chacune des cités de leur royaume avait depuis longtemps développé ses propres pratiques en matière de métrologie, de calendrier, d'écriture et de formations des scribes. La documentation de Girsu semble ainsi indiquer que l'ancien royaume de Lagash préserve une autonomie assez large voire un statut spécial sous Ur-Namma et au début du règne de Shulgi, comme l'indique le fait que les autorités semblent y avoir la liberté de choisir des noms d'années en référence à des événements de portée locale divergeant de ceux choisis par la chancellerie royale. Un effort d'harmonisation est donc tenté dans ces différents domaines.

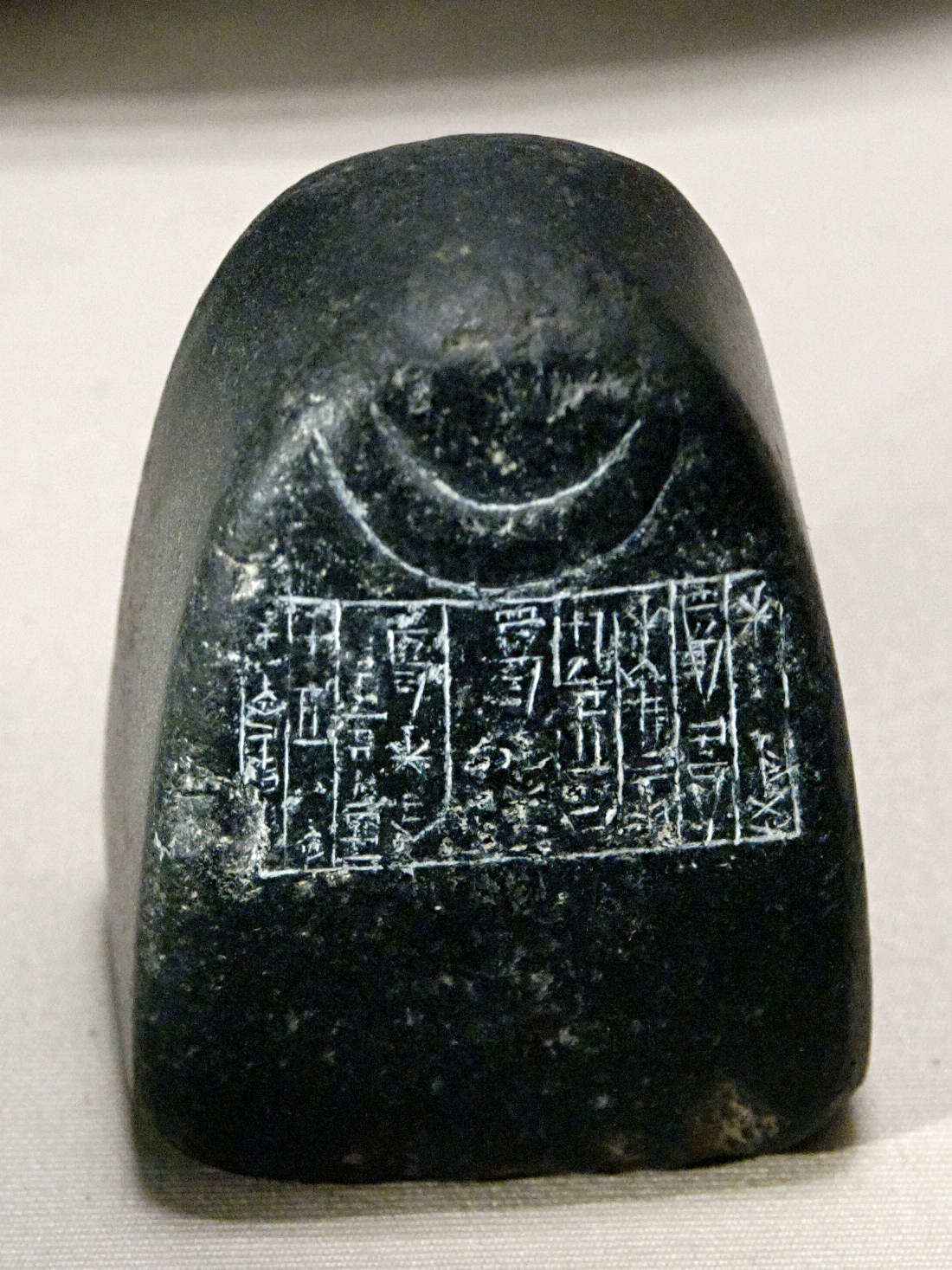
Poids d'une demi-mine consacré au dieu-lune par Shulgi, musée du Louvre. Traduction de l’inscription : Pour Nanna, son maître, Shulgi, l'homme fort, le roi d'Ur, le roi de Sumer et d'Akkad, a certifié (ce poids d'une) demi-mine.

La standardisation des poids et mesures est généralement attribuée à Shulgi, mais elle pourrait avoir été le fait de son père, et quoi qu'il en soit elle s'appuie en partie sur une réforme similaire de l'époque d'Akkad. Ce système repose sur une mesure de capacité, le gur royal (environ 300 litres), et des conversions standardisées entre les principaux systèmes métrologiques (unités de volume et de poids). Les divers poids comportant une inscription de Shulgi qui ont été mis au jour témoignent de cette volonté de diffusion de mesures uniformes.
Cette volonté d'harmonisation des normes se voit aussi par la mise en place d'un calendrier royal (les historiens parlent de « Reichskalender »), à partir de celui en usage à Ur, employé ailleurs (notamment à Puzrish-Dagan) par l'administration royale. Ce calendrier n'est pas stabilisé, puisqu'il connaît plusieurs modifications durant les dernières années de règne de Shulgi. Il ne s'agit pas d'une unification, puisque les calendriers locaux restent en usage,.
La réforme des pratiques et de la formation des scribes est également entreprise par Shulgi, ce qui rejoint son aspect de roi savant. Elle est d'ailleurs évoquée dans un de ses hymnes, Shulgi B. Elle repose sur des institutions appelées « Maisons des tablettes » (é-dubba), terme désignant en général des lieux de formation des scribes, mais qui ici ont un aspect officiel et ont pu être considérées comme des sortes d'« académies ». La finalité de ces lieux est selon le discours officiel de créer et de copier les hymnes à la gloire du roi. Elle s'accompagne quoi qu'il en soit d'une inflation du nombre de scribes et de la production de tablettes administratives dans la seconde partie du règne, qui marque le début de la période d'une trentaine d'années pour laquelle plusieurs dizaines de milliers de tablettes sont connues. Une ébauche de standardisation des formats et des formulaires des tablettes de gestion se dessine également, mais chaque bureau conserve ses spécificités,.

### Le réseau de communications
Le renforcement de la cohésion de l'empire passe également par l'extension et la fiabilisation du réseau de communications, reposant sur des routes et des voies navigables. Là encore cela se fait dans la continuité du règne d'Ur-Namma.
Le nom de la sixième année de Shulgi commémore ainsi la construction de voies autour de Nippur : « Année où le roi a mis en ordre les routes autour de Nippur. » Ces travaux sont également mentionnés dans un passage de l'hymne Shulgi A, :

« Moi, Shulgi, le roi puissant, supérieur à tous, j'ai renforcé les routes, mis en ordre les routes du pays. J'ai marqué les distances de double-heures, j'y ai construit des logis. (...) Quelle que soit la direction d'où une personne vient, elle peut se rafraichir quand le temps est devenu frais ; et les voyageurs et les passants qui arrivent la nuit peuvent y chercher havre de paix comme dans une ville bien bâtie. »

Les tablettes administratives documentent ce réseau de routes et de gîtes d'étapes. Ils sont parcourus par des messagers et chargés de mission officiels, identifiés sur des tablettes mentionnant leur mission et les indemnités qu'ils perçoivent à l'occasion.

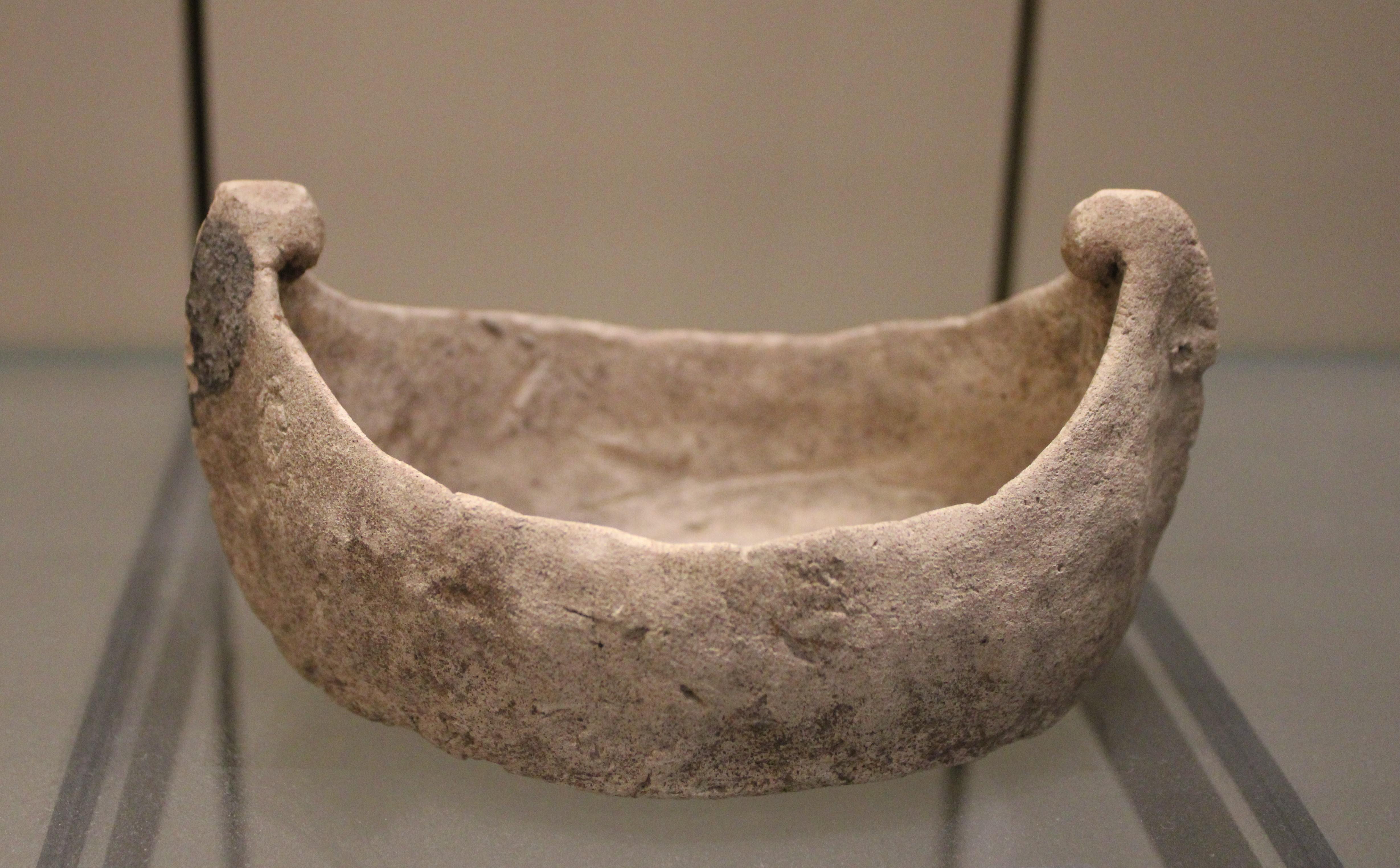
Modèle de bateau en terre cuite. Girsu, v. 2200--2000 Musée du Louvre.

Ces travaux sur les routes s'accompagnent sur la période de divers travaux sur le réseau de canaux, qui va de pair en raison de l'importance de la navigation fluviale dans le sud mésopotamien (ils servent aussi pour l'irrigation des champs),. Plusieurs canaux documentés par des textes de l'époque d'Ur III portent le nom du roi, ce qui implique qu'ils ont été creusés sous son règne, comme Shulgi-hegal, « Shulgi (est) abondance » ou Shulgi-pirig, « Shulgi (est) un lion ».
Le règne de Shulgi voit l'apparition d'une institution spécifique à la troisième dynastie d'Ur, la « batellerie » (mar-sa), attestée à partir de sa vingt-cinquième année de règne, et identifiée dans plusieurs grandes villes du royaume (notamment Girsu, Lagash, Apishal, Ur, Nippur, Puzrish-Dagan). Selon ce qu'indiquent les tablettes datées du règne de Shulgi et de ses successeurs, elles sert de chantier naval où on construit et répare des bateaux, avec du personnel spécialisé et des entrepôts où les matériaux sont stockés, sous la supervision d'un bureau de scribes.

### Le contrôle des ressources
C'est probablement dans ce domaine que l'empreinte de Shulgi est la plus visible. En particulier à partir de sa troisième décennie de règne, les velléités de contrôle des ressources du royaume est sont plus en plus affirmées.
L'économie de la Basse Mésopotamie antique repose sur des domaines que les textes anciens désignent par le nom de « maison » (sumérien é ; il peut aussi prendre le sens de « patrimoine »). Ils comprennent des hommes et des biens (dont les terres, troupeaux, ateliers, magasins) rattachés à une même personne, qui peut être au niveau élémentaire un chef de famille modeste, et au niveau supérieur un notable de l'élite provinciale ou centrale, le roi (la « Couronne ») ou un membre de la famille royale, ou encore une divinité, dans le cas des temples qui sont des unités de production fondamentales dans le Sud mésopotamien. Les grands domaines (souvent désignés comme « institutionnels ») sont encadrés par des administrateurs et des scribes contrôlant un vaste domaine foncier et de nombreuses équipes de travailleurs. Pour l'essentiel, les ressources sont réparties entre les domaines royaux et ceux des temples.
Le nom de la vingt-et-unième année de règne de Shulgi évoque une réorganisation de la propriété foncière : « Année où Ninurta, le grand vicaire d'Enlil, ayant prononcé un oracle dans les temples d'Enlil et de Ninlil, Shulgi, le roi d'Ur, réorganisa les champs et les comptes appartenant des temples d'Enlil et de Ninlil. » Selon l'interprétation de P. Steinkeller, cela indique une réforme économique et administrative de grande ampleur, qui voit les domaines des temples être réduits et placés sous la supervision des gouverneurs civils dépendant directement du roi, alors que leurs ressources sont redirigées vers le pouvoir central par le biais du système de redistribution qui se met en place. Les terres confisquées auraient ensuite été prises en main directement par l'administration royale, sous la direction des gouverneurs militaires, dans le but de développer de nouvelles terres cultivées et de nouveaux villages, peuplés par des paysans déplacés. Les revenus des domaines ainsi créés sont concédés par le roi à ses proches et aux fonctionnaires,. Un domaine agricole attesté par une tablette cadastrale, situé dans la province de Girsu, dans la localité du nom de Uru-Shulgi-sipad-kalama, « Ville de Shulgi le pasteur du pays », confié à un officier militaire, pourrait être un de ces domaines royaux, fondé sous le règne de ce roi. Bien que cette proposition ait été critiquée sur les modalités et l'ampleur de la « réforme », il est au moins retenu que le pouvoir royal accroit dans ces années-là son contrôle sur les domaines des dieux. Par ces mesures, Shulgi affaiblit les assises économiques des temples et par ce biais la puissance et l'autonomie des élites locales.

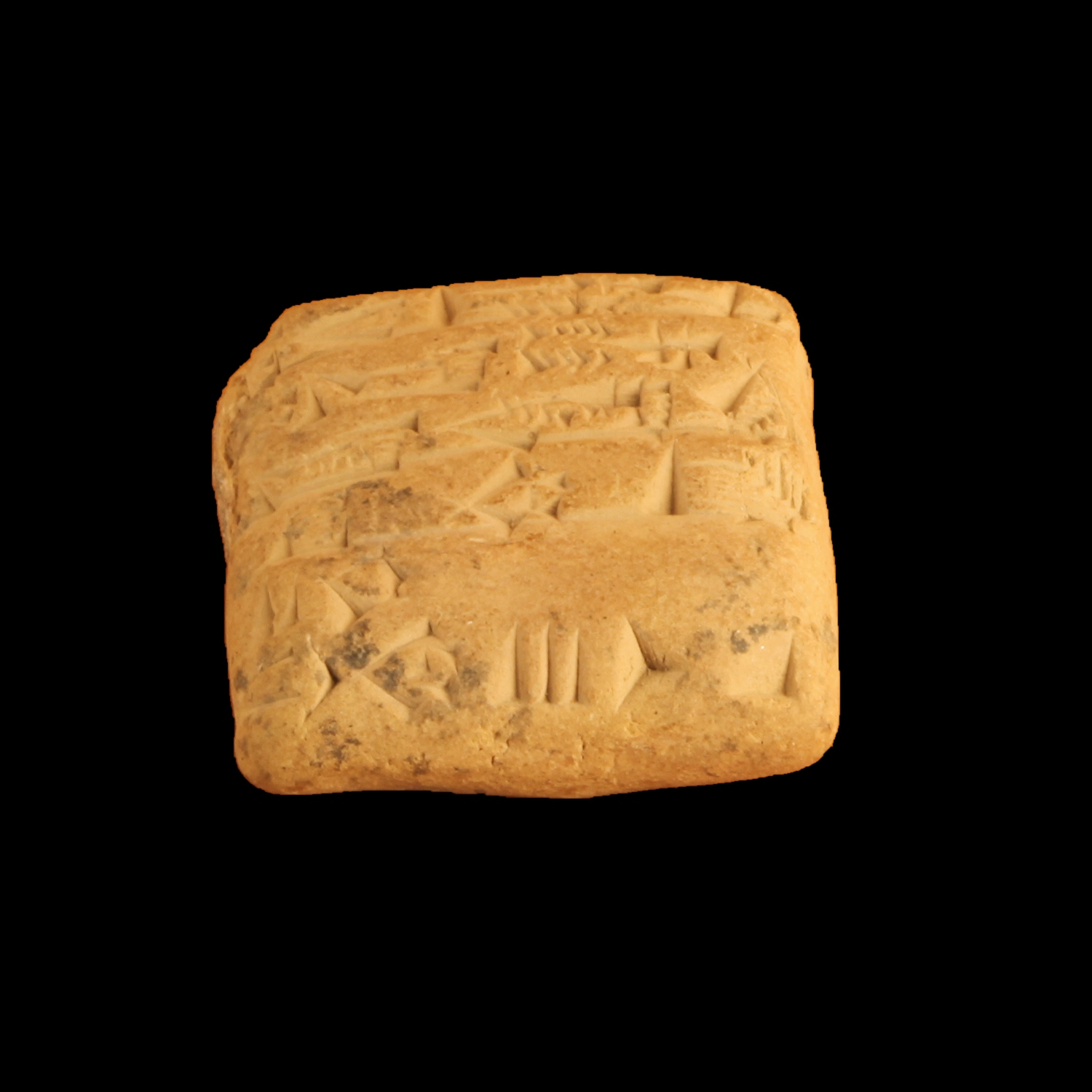
Petite tablette enregistrant la livraison de bovins à une personne chargée de les engraisser, datée de l'année 35 du règne de Shulgi et provenant d'Umma. Musée des beaux-arts de Lyon.
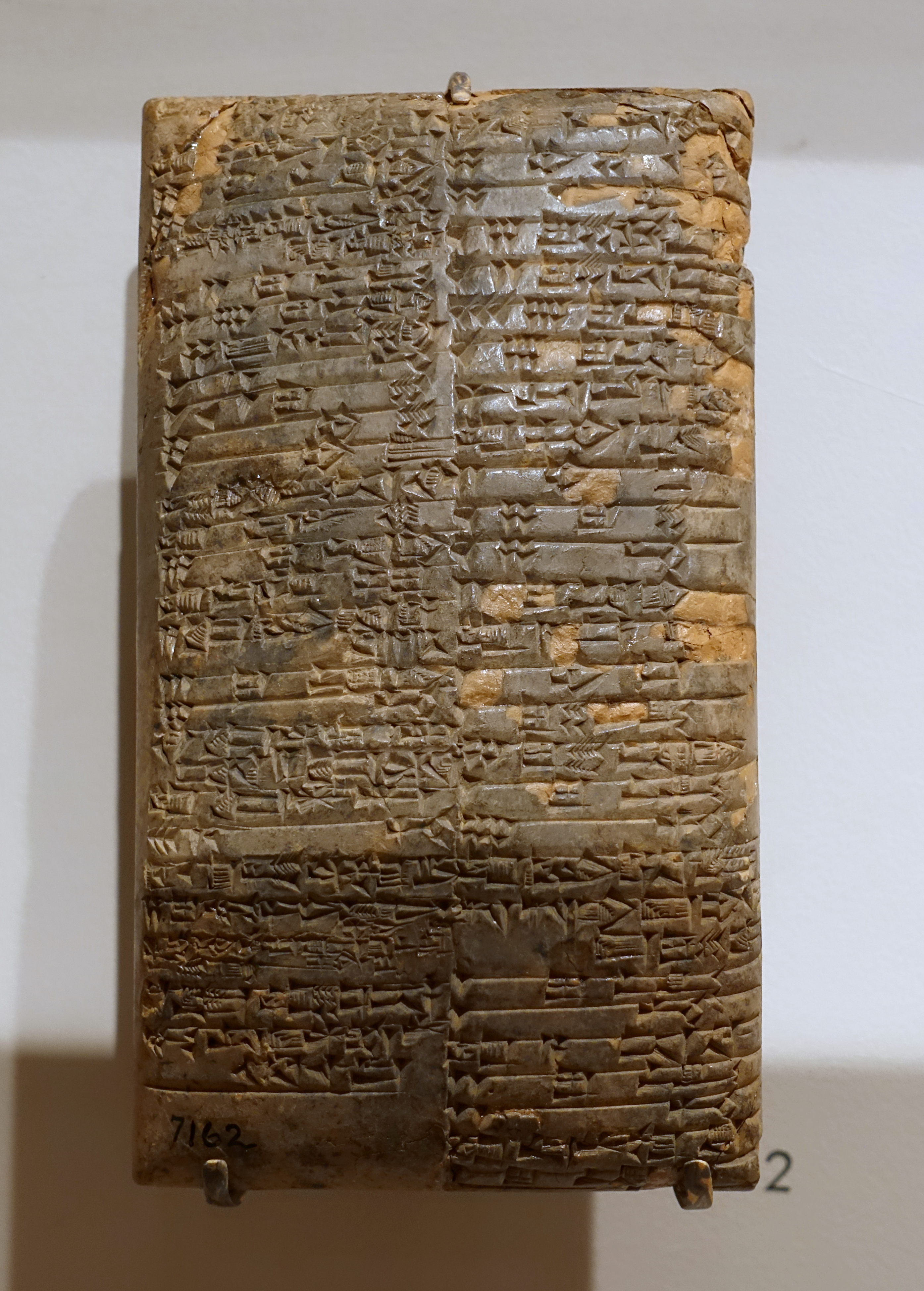
Tablette comptabilisant du bétail livré par une institution. 35e année du règne de Shulgi, Umma. Harvard Semitic Museum.
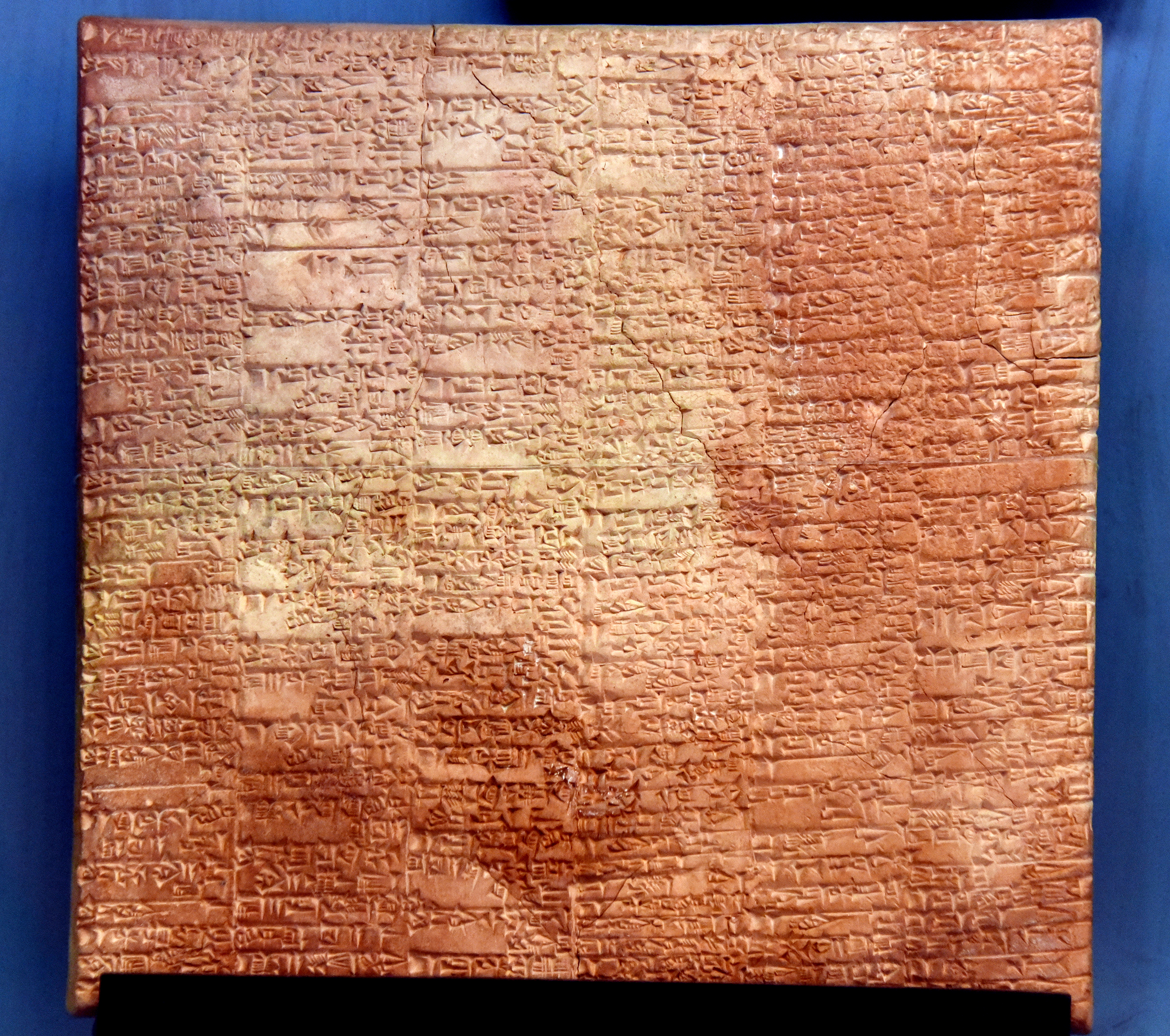
Grande tablette d'inventaire datée de la dernière année de règne de Shulgi (48), provenant de Lagash. Musée de l'Orient ancien d'Istanbul.
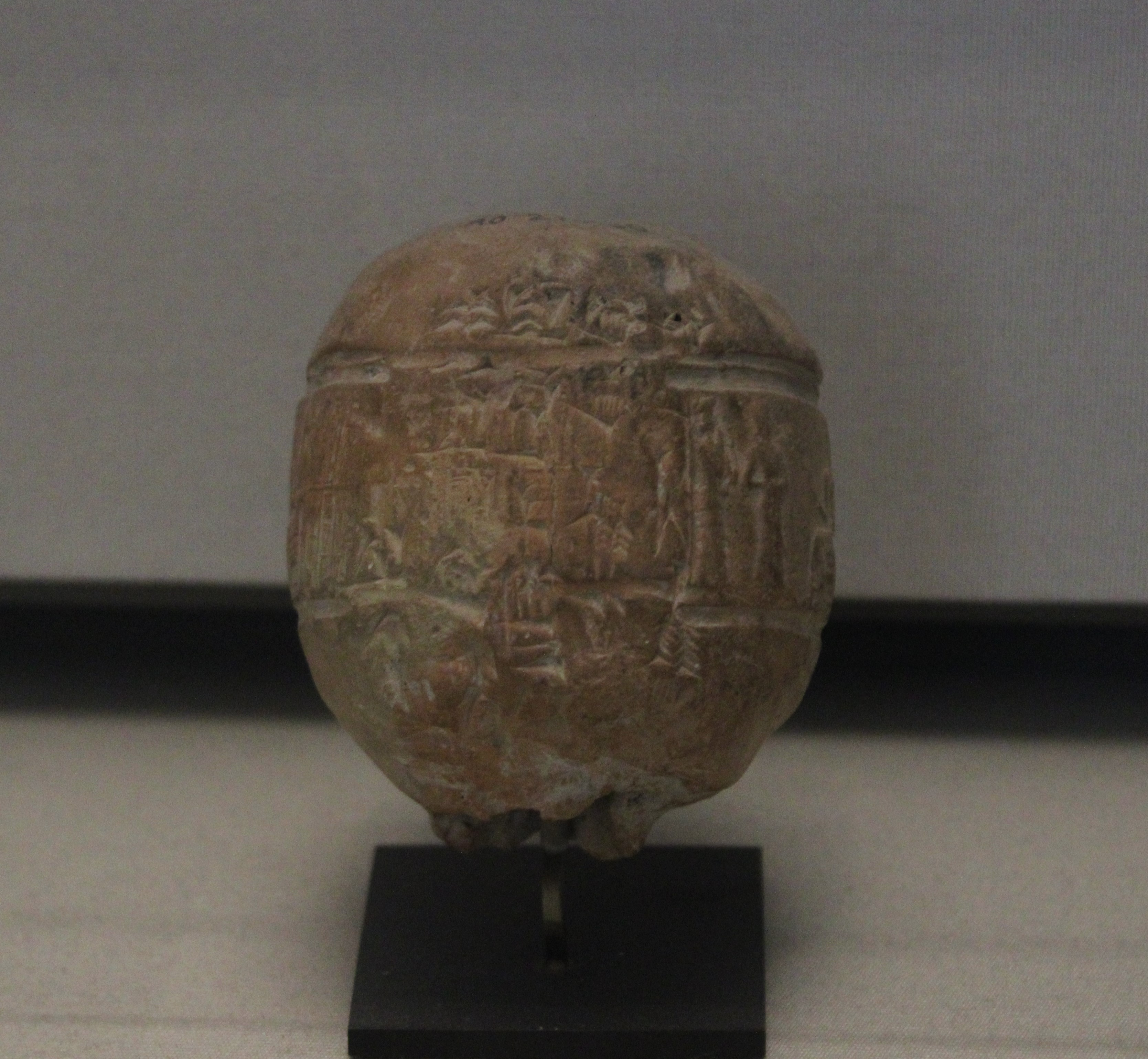
Bulle en argile qui scellait les liens d'un ballot, avec impression du sceau de Naram-ili, fonctionnaire sous au temps de Shulgi. Musée du Louvre.
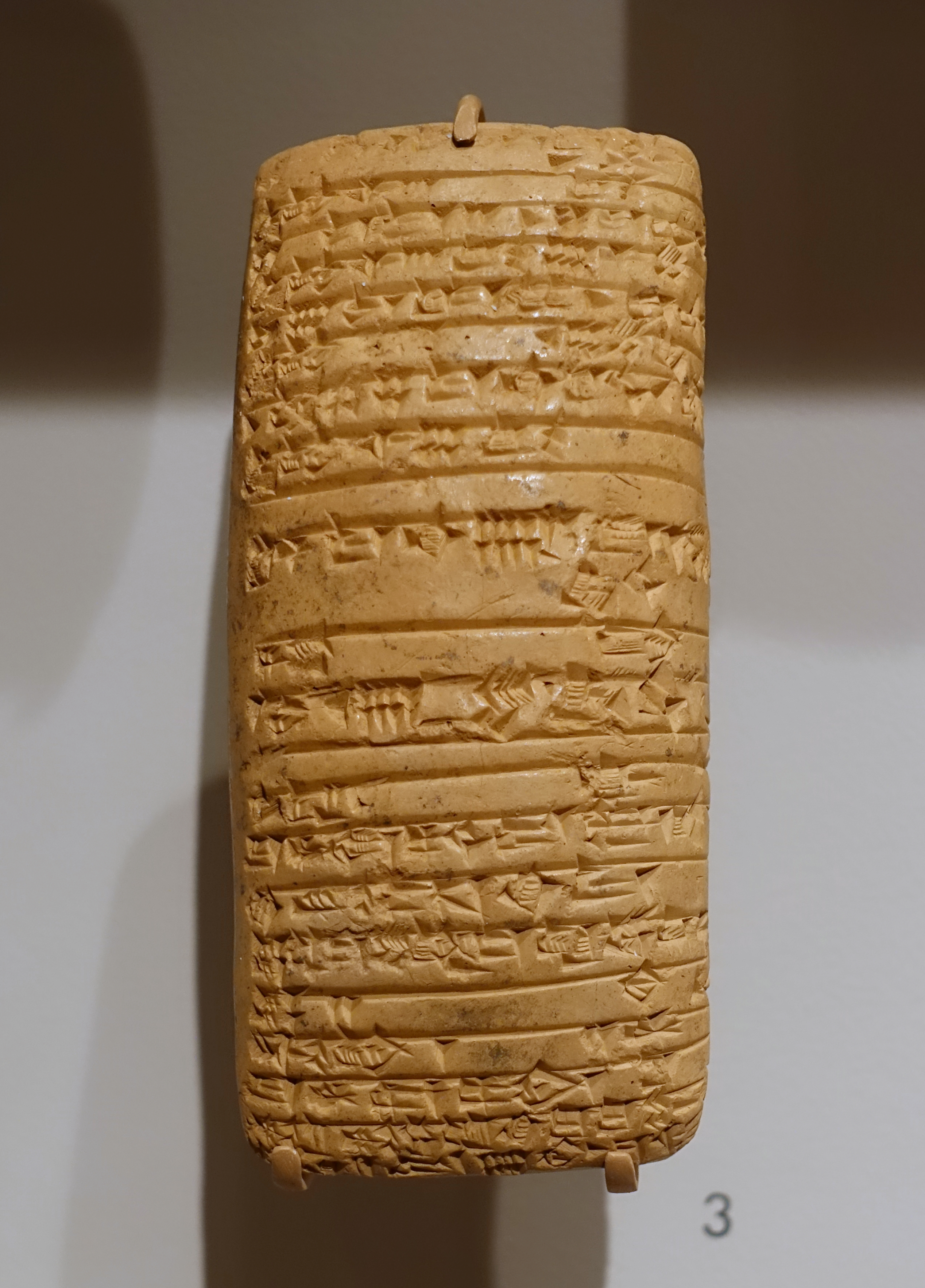
Tablette comptabilisant les biens écoulés par un marchand pour le compte d'une institution. Girsu, 44e année du règne de Shulgi. Harvard Semitic Museum.

Ces mesures s'accompagnent de la mise en place d'un système de prélèvement des revenus des domaines des temples et de la Couronne, visible dans le dernier tiers du règne de Shulgi, désigné par le terme sumérien bala, qui signifie « tour (de rôle) » (ou « rotation », « cycle »). Chacune des provinces du royaume se charge sur une période donnée de fournir au pouvoir central des biens et des services selon des modalités définies, celui-ci les redirigeant en fonction de ses besoins. Les quantités et la nature des biens versés dépendent des moyens et des spécificités des économies des différentes provinces, ce qui revient à solliciter plus fortement les plus riches (Girsu et Umma), alors que les provinces des capitales (Ur, Uruk et Nippur) sont à l'écart car elle bénéficient des versements. Ce système sert également à capter et redistribuer le butin fait lors des campagnes militaires. C'est manifestement en lien avec le bon fonctionnement de ce système qu'est aménagé le site de Puzrish-Dagan (voir ci-dessous), mais il existe d'autres entrepôts ailleurs dans le royaume,,.
Les troupeaux de bétail (notamment les moutons) occupent une place prééminente dans la documentation de l'époque d'Ur III (de façon privilégiée à Puzrish-Dagan), car ils constituent sans doute une forme de richesse de premier plan. Les domaines ont de nombreuses têtes de bétail, de nombreux animaux sont des prises de guerre ou du tribut, et ils circulent entre les différentes maisonnées par le biais de dons ou de prélèvements, et ont généralement pour destination la Couronne, des membres de la famille royale et les sanctuaires où ils sont sacrifiés.
Dans quelle mesure ces réformes ont abouti ? C'est une question qu'il est bien difficile de trancher, car les sources administratives éclairent ce que les institutions ont sous leur contrôle, et pas ce qui leur échappe. Des indications dans les sources semblent confirmer l'existence d'un secteur « non-institutionnel », et donc le fait que l'économie n'est pas entièrement étatisée. Selon P. Steinkeller, l’État possède l'ensemble des terres arables de Basse Mésopotamie, à l'exclusion des vergers-jardins qui sont des propriétés privées.

### La construction de Puzrish-Dagan

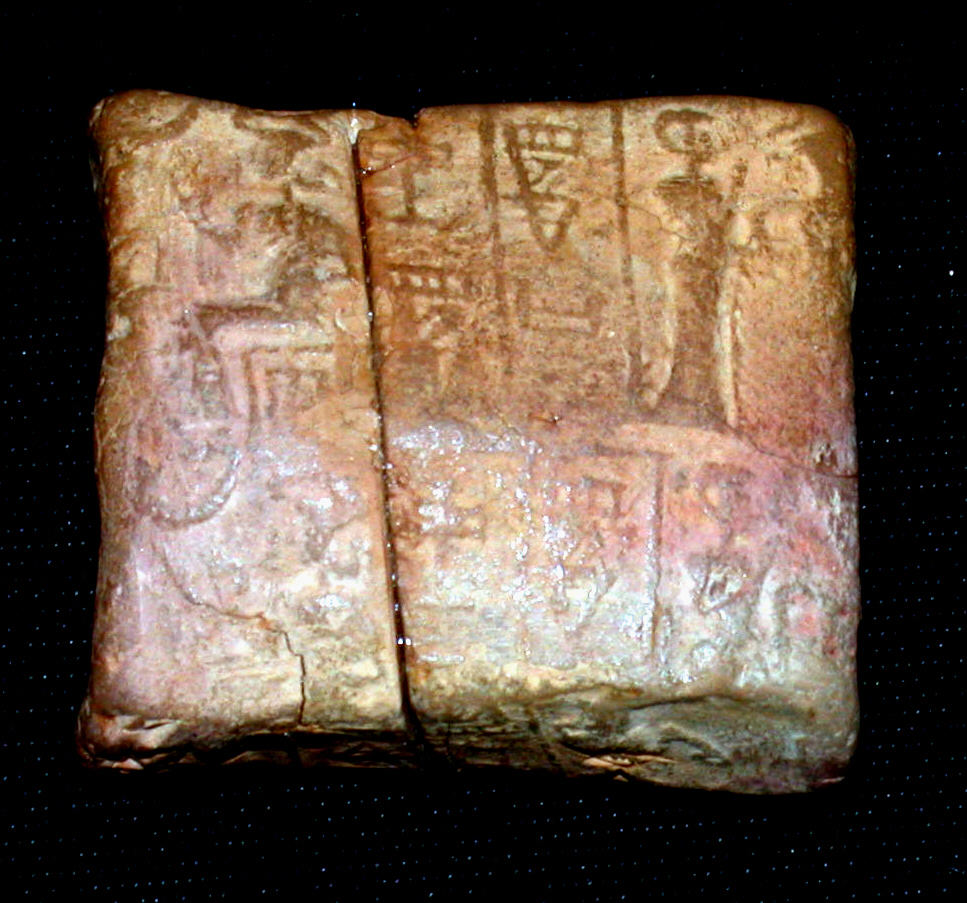
Petite tablette administrative provenant de Puzrish-Dagan, reçu pour une fillette, avec le sceau d'un administrateur. 44e année du règne de Shulgi. Metropolitan Museum of Art.

L'exemple le plus spectaculaire de la politique de contrôle plus poussé des ressources de l'empire à l’œuvre sous le règne de Shulgi est la construction de Puzrish-Dagan (actuel site de Drehem),. Ces travaux sont mentionnés dans le nom d'année 39, dans sa formulation la plus courante « année durant laquelle la maison (ou le temple de) Puzrish-Dagan fut construite, », acte repris dans les noms d'années 40 et 41, ce qui souligne l'ampleur de l'événement (ou, à tout le moins, que rien de plus important ne s'est passé dans ces années-là), coïncidant avec l'explosion de la documentation administrative consécutive aux différentes réformes entreprises dans les années précédentes. En effet il ne s'agit de la construction d'un important complexe d'entrepôts, d'ateliers et de services administratifs, sur le site d'une localité de la province de Nippur, Esagdana, renommée pour l'occasion Puzrish-Dagan (« (sous) la protection de Dagan »). La proximité du principal sanctuaire de l'empire, et de lieux de résidence royaux (notamment le palais de Tummal, construit peu avant) explique sans doute le choix de l'emplacement, d'autant plus que Nippur est située au centre de la Basse Mésopotamie. Les archives de Puzrish-Dagan, indiquent en effet que ce site sert à partir de l'année 43 de centre de collecte et de redistribution de biens, avant tout du bétail et des produits issus d'animaux. Il semble fonctionner comme un entrepôt central à l'échelle de l'empire, et dispose de succursales dans d'autres villes (notamment Ur et Uruk). On y trouve aussi des archives d'un entrepôts de métaux précieux et d'un atelier de confection de chaussures, qui commencent quelques années auparavant. Les biens collectés et produits sont ensuite prioritairement redirigés vers les temples pour les besoins du culte, ou bien vers la famille royale et les fidèles du roi. Ces bureaux restent actifs une trentaine d'années, jusqu'au début du règne d'Ibbi-Sin, et sont documentés par plus de 15 000 tablettes (majoritairement datées du règne d'Amar-Sîn),.

## Politique extérieure: conquêtes et diplomatie
La troisième décennie du règne de Shulgi est marqué par la mise en place d'une politique militaire plus agressive, qui se traduit par le fait que les troupes d'Ur partent en campagne quasiment tous les ans jusqu'à la fin du règne. Elles constituent progressivement une zone périphérique sous leur contrôle au nord et à l'est du cœur du royaume, où leur présence est assurée par des garnisons, qui sont soumises au versement d'un tribut. En effet, l'intérêt de la domination de ces espaces est en bonne partie économique, puisqu'ils fournissent du tribut et du butin et sont parcourus de routes commerciales importantes. Au nord-ouest et à l'est, et plus généralement au-delà de la zone périphérique, c'est la diplomatie qui est de mise : des alliances sont conclues avec les royaumes les plus importants, consolidées à plusieurs reprises par des alliances matrimoniales. Shulgi met donc en place une forme de domination impériale singulière, que devaient suivre ses successeurs. P. Steinkeller y voit une stratégie mûrement réfléchie (« Grand Strategy ») :

« Tout en abandonnant l'idée de conquêtes extérieures à grande échelle et en se focalisant à la place sur un État autochtone compact et hautement centralisé avec un ruban de périphérie défensive, les rois d'Ur III visaient toujours la domination politique et économique d'une grande partie des territoires précédemment touchés par l'expansion sargonique. Plutôt que par des guerres, ces objectifs ont été atteints par la diplomatie et des échanges économiques mutuellement bénéfiques avec d'autres puissances. Le résultat a été une stratégie impériale auto-limitative — et largement défensive — conçue de manière exquise. »

Le fait que la stratégie extérieure des rois d'Ur soit aussi finement conçue n'est pas admis par tous. Mais à tout le moins cela semble bien répondre à une volonté de consolider et de sécuriser le cœur de l'empire, qui nécessite la constitution de zones-tampons et d'une capacité de projection militaire, éléments qui apparaissent durant le règne de Shulgi et qui présentent des liens avec l'idéologie royale qui s'affirme au même moment.

### L'armée de Shulgi
Le nom de la vingtième année de Shulgi, « année où les habitants d'Ur ont été recrutés comme lanciers », pourrait faire allusion à une réforme de l'armée d'Ur, qui aurait préparé cette période d'incessantes campagnes militaires. Est-ce que cela indique la formation d'une armée permanente constituée de conscrits recrutés dans tout le royaume ? Ou bien simplement l'établissement d'un service militaire concernant seulement les habitants d'Ur ? Le fait que cette mesure ait donné son nom à une année semble en faire quelque chose d'important, et c'est chronologiquement le premier acte de la période de réformes de Shulgi. C'est en tout cas un signe de l'importance que sont amenées à prendre l'armée et la guerre dans le développement du royaume dans les années suivantes, qui voient le début des grandes conquêtes de Shulgi.
L'organisation de l'armée de la troisième dynastie d'Ur est néanmoins mal connue. Le cœur de l'armée semble formée de troupes professionnelles, qui sont mobilisées pour les campagnes militaires, mais aussi pour des missions d'escorte et plus généralement pour assurer la sécurité (missions de garde et de police) des provinces et des périphéries. Des garnisons sont réparties dans tout l'empire, sous la direction d'un commandement hiérarchisé, dont les personnages les plus importants sont le « capitaine » (nu-banda3), commandant quelques centaines d'hommes et le gouverneur militaire ou « général » (šagina/šakkanakkum). Comme vu plus haut, ces derniers sont souvent des princes et des membres de l'entourage du roi. En revanche on ne sait pas si Shulgi a pris personnellement part à des campagnes militaires.

### Les campagnes militaires et leurs profits
Les études des noms d'années indiquent qu'au moins à compter de l'an 25 du règne de Shulgi, en tout cas après la réforme militaire, l'armée d'Ur part en guerre à peu près chaque année. Les données concernant le butin (namrak) contenues dans les archives administratives corroborent plusieurs de ces conflits, et plaident en faveur de l'existence d'autres campagnes militaires,.
Les buts de ces expéditions sont discutés, et sans doute divers : elles servant certes à étendre l'influence du royaume, mais sans doute en bonne partie à tenir à distance des menaces potentielles, aussi à contrôler des routes commerciales et (surtout ?) à obtenir du tribut et du butin qui est ensuite partagé entre l'élite de l'empire, avant tout au profit de la famille royale,,,. Il s'agit notamment de bétail, dont la redistribution au sein de l'élite prend alors une grande importance dans les sources administratives. Par le prestige et les richesses qu'elle apporte, cette politique plus agressive vers l'extérieur dérive aussi de l'idéologie royale, notamment l'image du roi pasteur, confortée par la consolidation des limites de l'empire.
Les campagnes se dirigent de façon préférentielle vers les régions situées au nord et à l'est du cœur du royaume. Les premières séries d'offensives concernent avant tout des régions situées dans le Zagros occidental : Der qui contrôle une voie importante vers cette zone, puis directement dans celle-ci à Simurrum, Karakin, Harshi. Ils sont encore des cibles par la suite (Simurrum étant cité dans neuf noms d'années). La fin de règne est également marquée par des campagnes contre des pays du nord, à l'est du Tigre : Lullubum, Shashrum, Urbilum, Arraphum,. Des fragments d'inscriptions de Shulgi mis au jour dans la plaine de Kouhdacht au Lorestan indiquent que le roi y avait érigé un monument commémorant sa victoire contre les pays de Hurti et de Kimash dans sa fin de règne, qui servait peut-être aussi de lieu de sépulture pour des soldats morts lors de la bataille. Ces régions en particulier fournissent un important butin, notamment en bétail, en plus de donner accès à des terres de pâtures et aux voies commerciales du plateau Iranien sur lesquelles transitent des minerais prisés.
Des documents datées des années 1940 du règne de Shulgi mentionnent également des prisonniers du pays d'Amurru (les Amorrites), originaires de Haute-Mésopotamie et Syrie, mais nomadisant sur un espace plus vaste (jusqu'au Hamri et à l'est du Tigre) : des tribus amorrites pourraient déjà avoir constitué des ennemis, mais cela se concrétise surtout durant les règnes suivants,. Les pays élamites, notamment Pashime et Anshan, semblent plutôt traités comme des alliés, de même que le plus lointain pays de Marhashi. Quant aux royaumes des régions du nord-ouest (Mari, Urkesh, Nagar), ils ne paraissent pas avoir été des ennemis. Cela est peut-être lié à la présence de tribus amorrites hostiles dans les régions les séparant du royaume d'Ur, ou au fait que Mari constituait un rival trop important avec lequel une alliance était plus judicieuse,.

### Le «mur de la périphérie»
La politique militaire de Shulgi est marqué par l'érection d'un ouvrage défensif, connu par le nom de l'année 37, commémorant la construction du « mur de la périphérie » (bad3 ma-da). Cet ouvrage est également évoqué par plusieurs lettres de la correspondance des rois d'Ur, qui indiquent que l'ouvrage a pour but de contenir les incursions de tribus amorrites. Mais comme ces textes sont probablement des apocryphes rédigés bien après la fin du règne de Shulgi, leur usage pour documenter son règne est discuté. Une vingtaine d'années plus tard Shu-Sîn érige à son tour un mur, qui est explicitement destiné à repousser les Amorrites. On situe ces constructions dans la partie nord de la Basse Mésopotamie, au nord de Nippur, mais au sud de Kish et de Babylone. On ne sait pas à quoi ressemblait l'ouvrage, faute d'en avoir retrouvé des traces matérielles : s'agissait-il d'une véritable muraille, ou bien d'un mur de plus petite taille, ou encore d'une série de garnisons ?
Si on s'intéresse aux finalités de ce mur, en plus de son objectif défensif (contre la menace amorrite ?) il a sans doute pour but de consolider les frontières de l'empire, de renforcer la protection de son cœur, dans les années précédant directement la construction de Puzrish-Dagan et la mise en route du système de redistribution des prélèvements. En allant plus loin, elle peut être vue comme une tentative de fixer la limite entre le monde civilisé et les pays sauvages difficiles à contrôler.

### L'administration de la périphérie
Au-delà de la limite ainsi définie, dans les zones soumises par les armées d'Ur un ensemble de territoires s'étendant le long du Tigre, peut-être jusqu'à Assur voire Ninive, et à l'est de ce fleuve dans les contreforts du Zagros d'Urbilum jusqu'à Pashime et Suse, sont convertis en zone périphérique (ma-da), aux limites fluctuantes, servant de zone défensive et espace de prélèvements de tribut opposée au cœur de l'empire, le « pays » (kalam),.
En plus de la construction du mur mentionné précédemment qui peut être vue comme la préparation de la réorganisation de la périphérie, cela s'accompagne de la fondation de villes de garnisons dans la périphérie, plusieurs portant le nom du roi : c'est le cas de Shulgi-Nanna et d'Ishim-Shulgi, localisées dans la vallée de la Diyala ou à proximité ; un « Fort Shulgi » (Neber-Shulgi) est également attesté. On peut donc y voir la constitution d'un espace frontalier similaire au limes romain, comprenant des colonies militaires mêlant des populations venues de Basse Mésopotamie, notamment des soldats, à des autochtones. Ils sont dirigés par des gouverneurs, notamment les généraux šagina, et disposent de terres agricoles. Ces régions ne contribuent pas au système de redistribution bala qui concerne en principe les provinces centrales, mais sont soumises à la contribution appelée gún ma-da, « taxe de la périphérie », payée par la livraison de têtes de bétail, collectée par l'agence de Puzrish-Dagan ou une de ses « succursales ».
Les limites entre centre et périphérie ne sont toutefois pas rigides et clairement tracées géographiquement : on trouve des gouverneurs civils (ensí) dans des régions qui ont une localisation plutôt périphérique, notamment Eshnunna et Suse, ces deux-là étant de plus soumises au moins par moments au bala,.

### La politique d'alliances
La politique extérieure de la troisième dynastie d'Ur semble reposer en bonne partie sur une diplomatie permettant d'assurer de bonnes relations avec divers dirigeants étrangers (considérés du point de vue de Shulgi comme de simples « gouverneurs » ensí, seul lui étant un « roi » lugal) importants situés sur ses marges, en particulier en Syrie et dans l'espace élamite (sud-ouest de l'Iran), situées sur d'importants axes commerciaux. Cela représente un grand changement par rapport à l'empire d'Akkad, qui avait fait de ces régions les cibles de plusieurs de ses campagnes militaires,.
Les alliances matrimoniales sont les indices les plus évidents de cette volonté (et prolongent à l'extérieur des alliances similaires avec les élites du royaume d'Ur). Shulgi lui-même a probablement épousé sous le règne de son père une princesse du puissant royaume de Mari, qui contrôle les voies de communication du l'Euphrate. La relation avec ce royaume est restée pacifique. À l'est, le royaume élamite d'Anshan est l'objet d'une tentative d'alliance durable puisque l'année 18 du règne de Shulgi commémore le mariage d'une princesse d'Ur avec son souverain. Néanmoins la tentative est un échec puisqu'un conflit oppose peu après les deux royaumes. L'année 30 commémore le mariage d'une autre princesse d'Ur, avec le roi de Marhashi, qui débouche sur une alliance plus durable. Une autre fille de Shulgi épouse le chef de Pashime, cité qui contrôle l'accès à la Susiane. De plus on suppose qu'une des épouses de Shulgi, Shulgi-simti, est originaire d'Eshnunna, ou du moins de la Diyala : ce mariage serait là encore un moyen de consolider les relations avec les pays orientaux,.

## Postérité

### Sépulture et culte après la mort

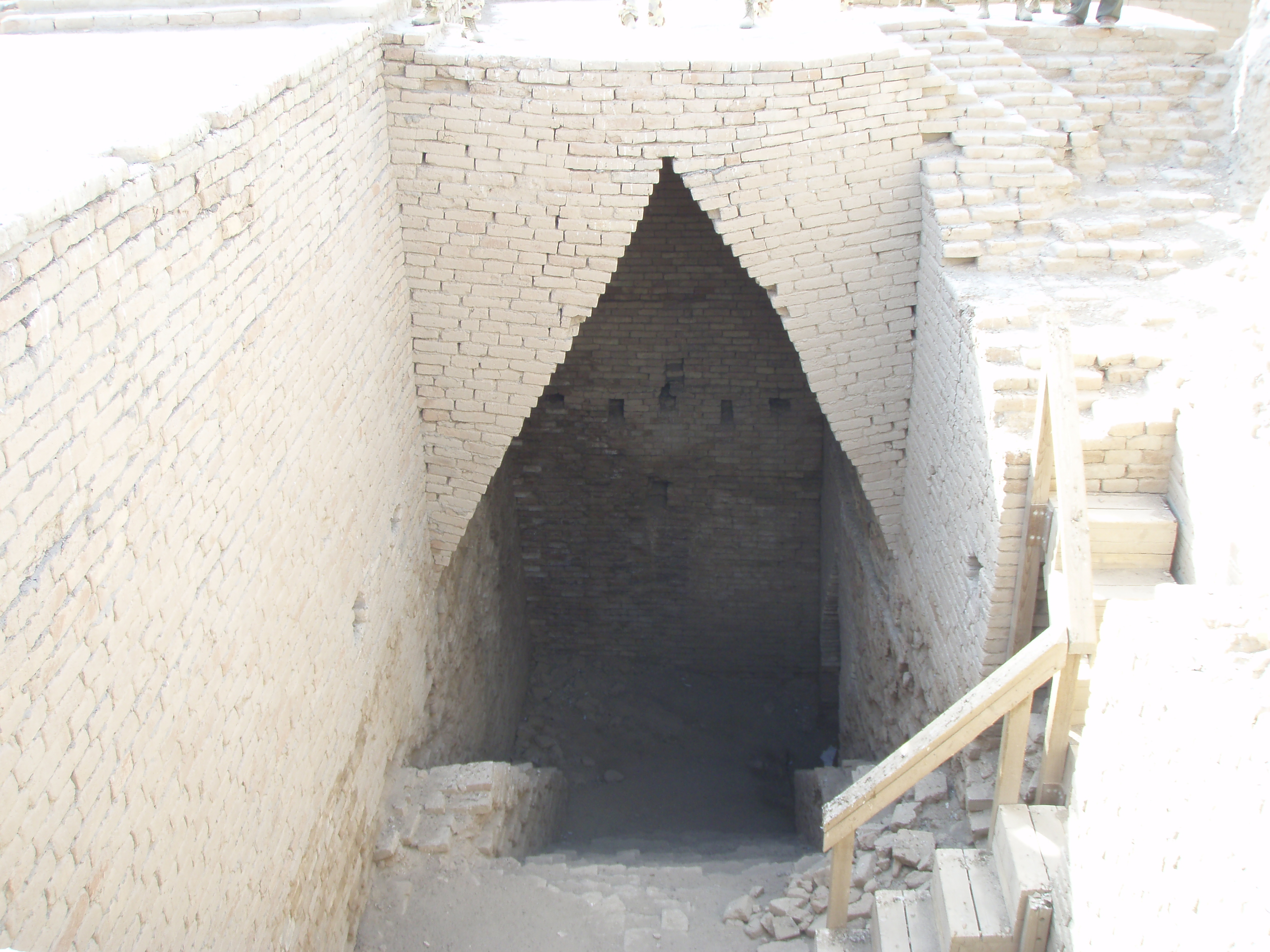
Entrée des chambres souterraines d'un des « mausolées » construit sous l'Ehursag à Ur.

Le lieu où Shulgi a été inhumé n'est pas identifié avec certitude. A proximité du palais qu'il a fait érigé à Ur, l'Ehursag, une construction souterraine constituée de plusieurs pièces voûtées avec des sépultures a été dégagée lors des fouilles britanniques du début du XXe siècle : l'archéologue dirigeant la mission, Leonard Woolley, y voyait un « mausolée », et des installations cultuelles situées en surface pourraient alors avoir servi à son culte funéraire. Les inscriptions retrouvées sur place portent les noms de Shulgi et de son fils Amar-Sin, qui ont donc été identifiés comme les défunts inhumés là, peut-être en compagnie de leurs épouses. Cet endroit est le meilleur candidat connu pour être la dernière demeure de Shulgi, mais parce que rien n'indique clairement l'identité des défunts et que d'autres lieux d'inhumation sont possibles (à Uruk, à Nippur), cela reste impossible à confirmer,,.
Un texte daté des jours suivant son décès (deuxième jour du onzième mois de sa quarante-huitième année de règne) indique qu'il reçoit déjà des offrandes dans un lieu dédié au culte funéraire (ki-a-nag, « lieu où l'on fait des libations »). Un texte administratif de Puzrish-Dagan du même mois (jour non précisé), relatif à des jeunes filles esclaves, porte l'indication « le jour où Shulgi est monté au ciel ». Cela indique qu'il est considéré qu'il s'est élevé vers les cieux, domaine des dieux, et pas vers le monde infernal souterrain où les esprits des humains défunts se rendent selon les croyances mésopotamiennes. Par la suite, des textes listant ses offrandes funéraires l'identifient d'ailleurs comme « Shulgi du ciel » (Šulgi an-na),. L'Ehursag est d'ailleurs présenté dans un hymne comme le temple de « Shulgi du ciel ». Son statut divin est donc conforté et successeur Amar-Sin semble avoir cherché à développer son culte, qui prend la continuité du culte instauré de son vivant, notamment par le biais d'un prélèvement spécial pour lui fournir des offrandes sacrificielles. Les archives des règnes suivants indiquent que des sacrifices sont dédiés à son trône et il figure parmi les dieux régulièrement honorés à Nippur.

### Shulgi dans la tradition lettrée mésopotamienne
Comme il l'avait souhaité lui-même dans ses hymnes et notamment son « Testament », les textes à sa gloire son recopiés après sa mort, y compris après la chute de la dynastie d'Ur III : les hymnes dont il est le sujet sont connus par des copies de la période paléo-babylonienne (v. 1900-1700 av. J.-C.) mises au jour dans des écoles de Sumer, en particulier à Nippur et à Ur et certaines de ses inscriptions font également l'objet de copies par des scribes à la même époque. Ses hymnes servent de modèle pour la composition des ceux dédiés au roi Ishme-Dagan d'Isin (v. 1955-1937 av. J.-C.).
De plus, de nouvelles compositions de l'époque paléo-babylonienne l'évoquent : des lettres de la « correspondance des rois d'Ur », généralement considérées comme apocryphes rédigées à cette époque, le concernent ; des « présages historiques », faisant partie d'un ensemble plus large de textes divinatoires qui font référence à des rois illustres du passé, évoquent son règne. Des textes des époques médio- et néo-babylonienne le mettent également en scène, dans un contexte religieux et politique proprement babylonien : la Prophétie de Shulgi (XIIe siècle av. J.-C. ?) est un récit dans lequel Shulgi, à la première personne, se présente comme un roi qui a dominé le monde et fondé Nippur, prophétise le déclin de la Babylonie à cause des Assyriens puis son renouveau ; dans Je suis Shulgi (ou Moi, Shulgi ; VIIIe siècle av. J.-C. ?) il se présente comme un adorateur du dieu babylonien Marduk, qui a vaincu l'Assyrie. Il apparaît également dans des chroniques historiques babyloniennes du Ier millénaire av. J.-C., sous un jour plus négatif comme la Chronique Weidner ou Chronique de l'Esagil, où il est cette fois un roi qui a nuit au culte de Marduk et a été puni en conséquence. Un texte tardif d'époque séleucide (251 av. J.-C.) provenant d'Uruk le présente de la même manière comme un souverain ayant porté atteinte au culte du grand dieu local Anu,.

### Sources primaires
- Edmond Sollberger et Jean-Robert Kupper, Inscriptions royales sumériennes et akkadiennes, Paris, Le Cerf, coll. « Littératures anciennes du Proche-Orient », 1971, p. 139-146.
- (en) Douglas Frayne, The Royal inscriptions of Mesopotamia, Early periods, vol. 3/2, Ur III period (2112-2004 BC), Toronto, University of Toronto Press, 1993, p. 91-234.
- (en) Jacob Klein, Three Šulgi hymns : Sumerian royal hymns glorifying King Šulgi of Ur, Ramat-Gan, Bar-Ilan University Press, 1981.

### Articles synthétiques
- (en) Jacob Klein, « Shulgi of Ur: King of a Neo-Sumerian Empire », dans Jack M. Sasson (dir.), Civilizations of the Ancient Near East, New York, Scribner, 1995, p. 843-857.
- Bertrand Lafont, « Šulgi », dans Francis Joannès (dir.), Dictionnaire de la civilisation mésopotamienne, Paris, Robert Laffont, coll. « Bouquins », 2001, p. 822-824.
- Grégory Chambon, « Shulgi : Le roi omniscient », Dossiers d'archéologie, no 348 « Rois en Mésopotamie »,‎ novembre-décembre 2011, p. 24-27.
- (de) Walther Sallaberger, « Šulgi », dans Reallexikon der Assyriologie und Vorderasiatischen Archäologie, vol. XI, 2012 (lire en ligne), p. 270-280.

### Troisième dynastie d'Ur
- (de) Walther Sallaberger, « Ur III-Zeit », dans Walther Sallaberger et Aage Westenholz, Mesopotamien: Akkade-Zeit und Ur III-Zeit, Fribourg et Göttingen, Universitätsverlag Freiburg Schweiz et Vandenhoeck & Ruprecht, coll. « Orbis Biblicus et Orientalis », 1999.
- Bertrand Lafont, « Ur, l'empire gestionnaire (2100-2000) », dans Bertrand Lafont, Aline Tenu, Philippe Clancier et Francis Joannès, Mésopotamie : De Gilgamesh à Artaban (3300-120 av. J.-C.), Paris, Belin, coll. « Mondes anciens », 2017, p. 207-218.
- (en) Steven J. Garfinkle, « The Kingdom of Ur », dans Karen Radner, Nadine Moeller et Daniel T. Potts (dir.), The Oxford History of the Ancient Near East, Volume 2: From the End of the Third Millennium bc to the Fall of Babylon, New York, Oxford University Press, 2020, p. 148-155.
- (en) Piotr Steinkeller, « The Sargonic and Ur III Empires », dans Peter Fibiger Bang, C.A. Bayly et Walter Scheidel (dir.), The Oxford World History of Empire, Oxford, Oxford University Press, 2021, p. 43-72.

### Autres études
- (en) Jacob Klein, « The Royal Hymns of Shulgi King of Ur: Man's Quest for Immortal Fame », Transactions of the American Philosophical Society, vol. 71, no 7,‎ 1981, p. 1-48 (JSTOR 1006438).
- (en) Piotr Steinkeller, « The Administrative and Economic Organization of the Ur III State: The Core and the Periphery », dans McGuire Gibson et Robert D. Biggs (dir.), The Organization of Power: Aspects of Bureaucracy in the ancient Near East, Chicago, The Oriental Institute if the University of Chicago, 1991 (lire en ligne), p. 19-41.
- (de) Frauke Weiershäuser, Die königlichen Frauen der III. Dynastie von Ur, Göttingen, Universitätsverlag Göttingen, 2008 (lire en ligne).
- (en) Piotr Michalowski, « The Mortal Kings of Ur: A Short Century of Divine Rule in Ancient Mesopotamia », dans Nicole Brisch (dir.), Religion and Power: Divine Kingship in the Ancient World and Beyond, Chicago, The Oriental Institute, 2008 (lire en ligne), p. 33-45.
- (en) Ludek Vacin, Šulgi of Ur : Life, Deeds, Ideology and Legacy of a Mesopotamian Ruler As Reflected Primarily in Literary Texts, Londres, PhD diss. School of Oriental and African Studies (University of London), 2010 (lire en ligne). (thèse non publiée).
- (en) Ludek Vacin, « Tradition and Innovation in Šulgi’s Concept of Divine Kingship », dans Alfonso Archi (dir.), Tradition and Innovation in the Ancient Near East: Proceedings of the 57th Rencontre Assyriologique International at Rome, 4-8 July 2011, University Park, Penn State University Press, 2015, p. 179-192.
- (en) Tonia M. Sharlach, An Ox of One's Own : Royal Wives and Religion at the Court of the Third Dynasty of Ur, Berlin et Boston, De Gruyter, 2017.
- (en) Tonia M. Sharlach, « “Šulgi, Mighty Man, King of Ur” », dans Olga Drewnowska et Małgorzata Sandowicz (dir.), Fortune and Misfortune in the Ancient Near East, Winona Lake, 2017, p. 211-220.
- (en) Piotr Steinkeller, History, Texts and Art in Early Babylonia, Berlin et Boston, De Gruyter, 2017.
- Michael Guichard, « Philologie et histoire de la Mésopotamie », Annuaire de l'École pratique des hautes études (EPHE), Section des sciences historiques et philologiques, vol. 149,‎ 2018, p. 16-24 (lire en ligne).
- (en) Tonia M. Sharlach, « Princely Employments in the Reign of Shulgi », Journal of Ancient Near Eastern History, vol. 9, no 1,‎ 2022, p. 1–68.